# Pintura renacentista de Italia

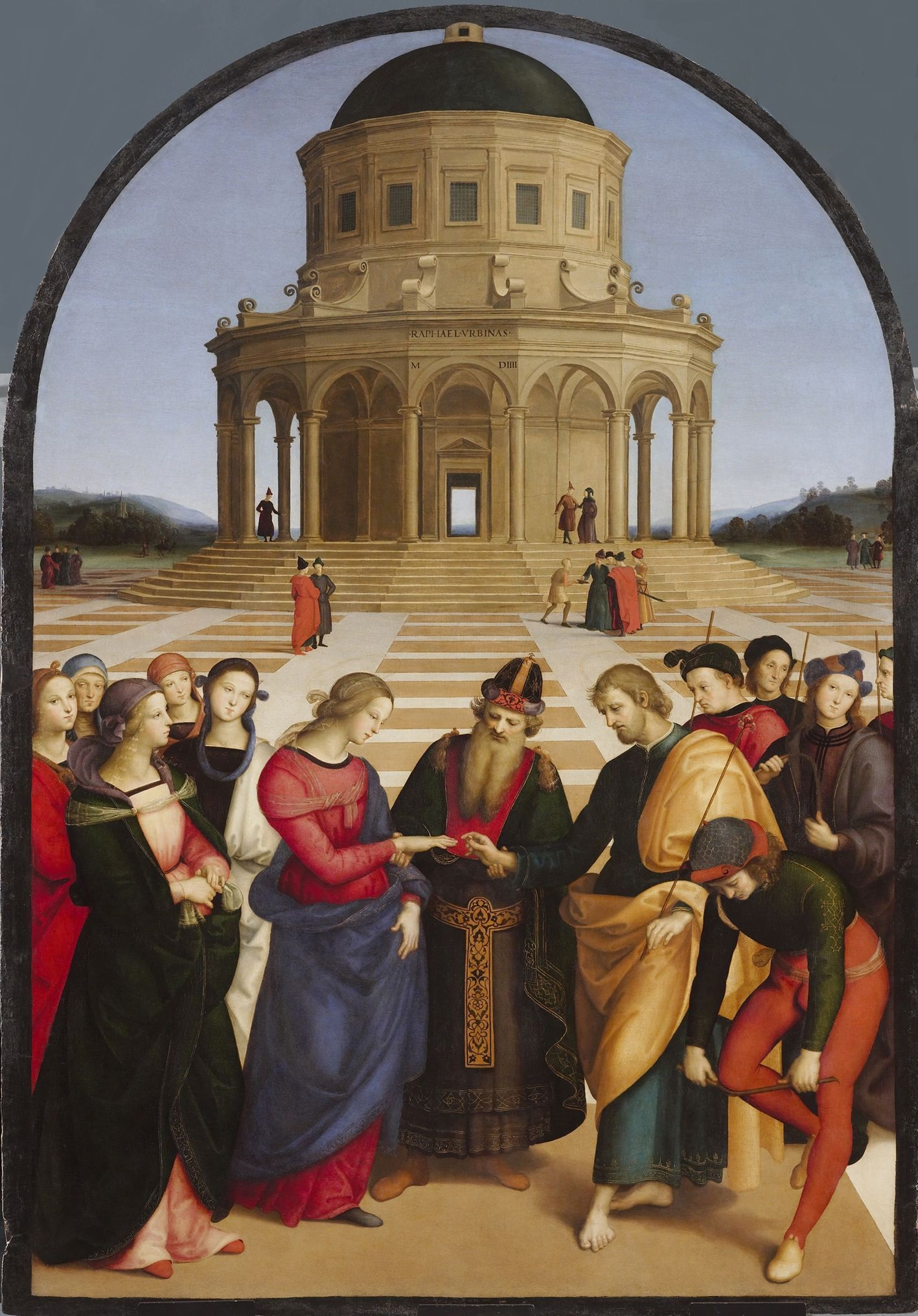
Rafael. Los desposorios de la Virgen

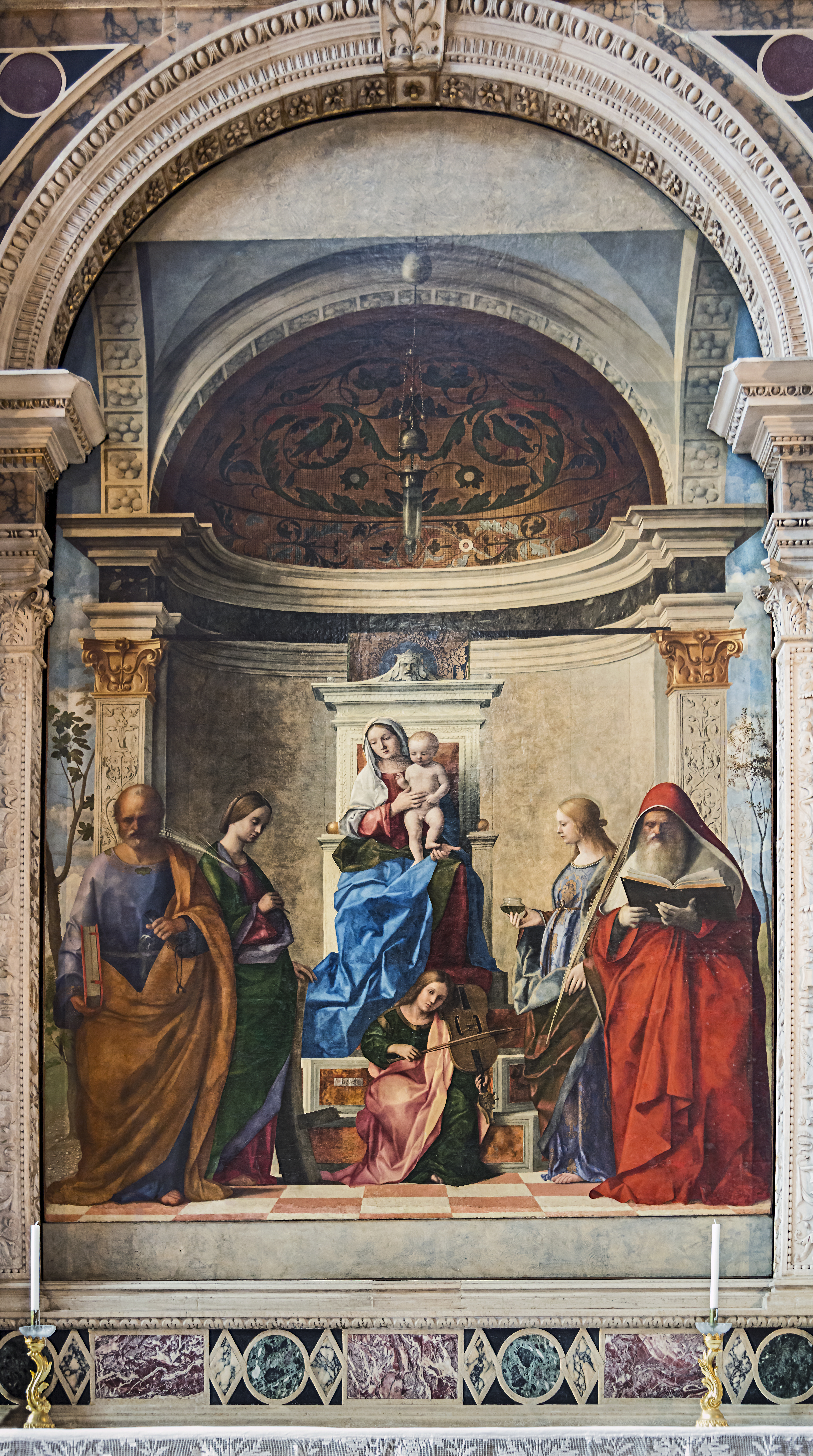
Giovanni Bellini, La Virgen y el Niño con santos

La pintura renacentista de Italia es la pintura del período que comenzó a finales del siglo XIII.  Floreció desde principios del siglo XV hasta las postrimerías del siglo XVI en la península itálica, en aquella época dividida en muchos estados, algunos independientes y otros controlados por poderes exteriores. Los pintores de la Italia renacentista, si bien solían estar ligados a una corte, y eran leales a una ciudad en particular, recorrían Italia, ostentando un estatus diplomático, difundiendo ideas artísticas y filosóficas.
La ciudad de Florencia en la Toscana se considera el lugar de surgimiento del Renacimiento, en particular, la pintura renacentista, aunque al final de esa época Roma y Venecia cobraban cada vez mayor importancia en lo referente a la pintura. 
La pintura renacentista italiana se divide habitualmente en cuatro períodos: Proto-renacimiento (1300-1425), Renacimiento temprano (1425-1495), Alto Renacimiento (1495-1520) y Manierismo (1520-1600). Estas fechas son aproximadas, ya que no todos los periodos de vida o creación de los pintores encajan exactamente en estas franjas temporales. 
El proto-renacimiento comienza con la vida profesional del pintor Giotto e incluye a Taddeo Gaddi, Orcagna y Altichiero. El Renacimiento Temprano se inició con el trabajo de Masaccio y posteriormente desarrollado por Fra Angelico, Paolo Uccello, Piero della Francesca, Sandro Botticelli,  Verrocchio, Domenico Ghirlandaio y Giovanni Bellini. En el Alto Renacimiento destacan Leonardo da Vinci, Miguel Ángel, Rafael, Andrea del Sarto, Correggio, Giorgione, las obras tardías de Giovanni Bellini y Tiziano. El período Manierista incluye las obras tardías de Miguel Ángel así como a  Pontormo, Parmigianino, Bronzino  y Tintoretto.

## Influencias

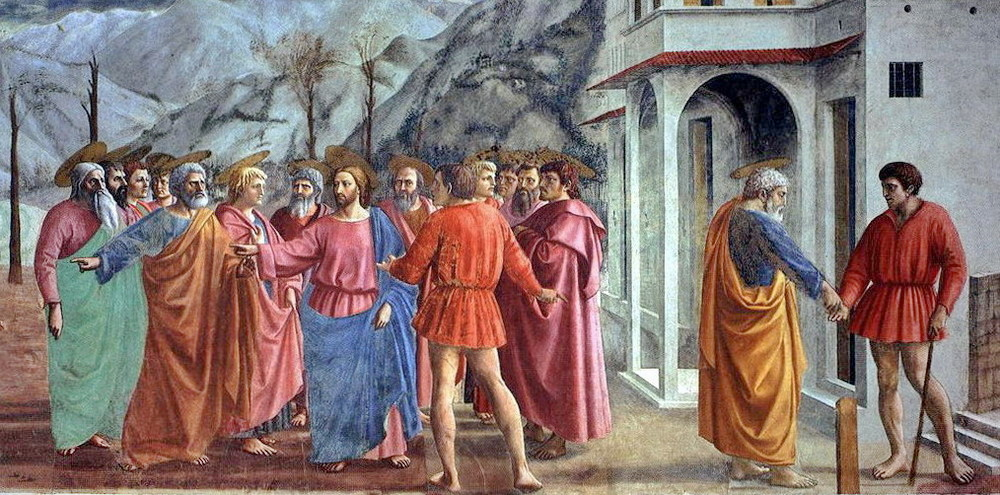
Masaccio, El pago del tributo

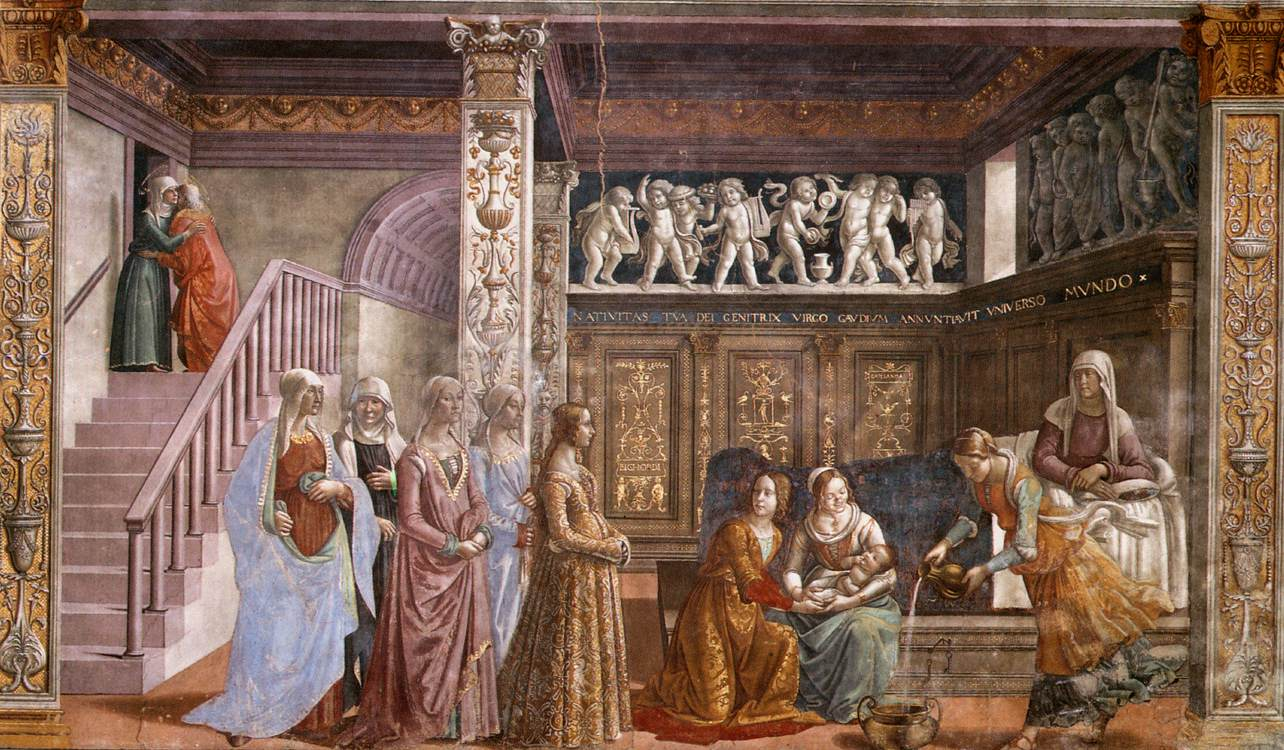
Domenico Ghirlandaio, El nacimiento de la Virgen

El desarrollo de la pintura renacentista en Italia se vio sometido a las mismas influencias que  la filosofía, la literatura, la arquitectura, la teología, la ciencia, el gobierno y otros aspectos de la sociedad. A continuación se ofrece un resumen de los principales puntos que se tratan más extensamente en el artículo citado arriba.

### Filosofía
Se recuperó un gran número de textos clásicos que habían quedado fuera del alcance de los estudiosos europeos occidentales durante siglos. Entre estos, se encontraban los textos de filosofía, poesía, teatro, ciencia, arte, y teología cristiana temprana.  Surgió así un interés especial por la filosofía humanista. lo cual significa que la relación del hombre con la Humanidad, con el Universo y con Dios dejó de ser una parcela exclusiva de la iglesia. El arquitecto Brunelleschi y el escultor Donatello revivieron el interés por lo clásico, estudiando los restos arqueológicos de Roma. El regreso a un estilo arquitectónico basado en precedentes clásicos inspiró un clasicismo análogo en la pintura, que se manifestó, ya en la década de 1420, en las pinturas de Masaccio y Paolo Uccello.

### Ciencia y tecnología
Al mismo tiempo que se recuperaba el acceso a los textos clásicos, Europa entraba en contacto con las matemáticas avanzadas procedentes de los trabajos de eruditos islámicos y del Imperio bizantino. La llegada de la imprenta de tipos móviles en el siglo XV facilitó la difusión de las ideas, y se escribían cada vez más libros para el público en general. El desarrollo de la pintura al óleo y su introducción en Italia tuvo efectos perdurables sobre la pintura.

### Sociedad
El establecimiento de la banca de los Médici y el subsiguiente comercio aportó una riqueza sin precedentes en una ciudad italiana en concreto: Florencia. Cosimo de Medici impuso una nueva manera de patrocinar las artes, sin relación con la iglesia o la monarquía. La presencia de individuos con genio artístico como Giotto, Masaccio, Brunelleschi, Piero della Francesca, Leonardo da Vinci y Miguel Ángel en Florencia dio lugar a un ambiente moral  en el que se apoyaba y financiaba a muchos artistas de segunda fila, quienes gracias a ello fueron capaces de crear obras de calidad  extraordinaria. Una situación similar de grandes logros artísticos se dio en Venecia debido al talento de la familia Bellini, Mantegna, Giorgione, Tiziano y Tintoretto.

## Temas

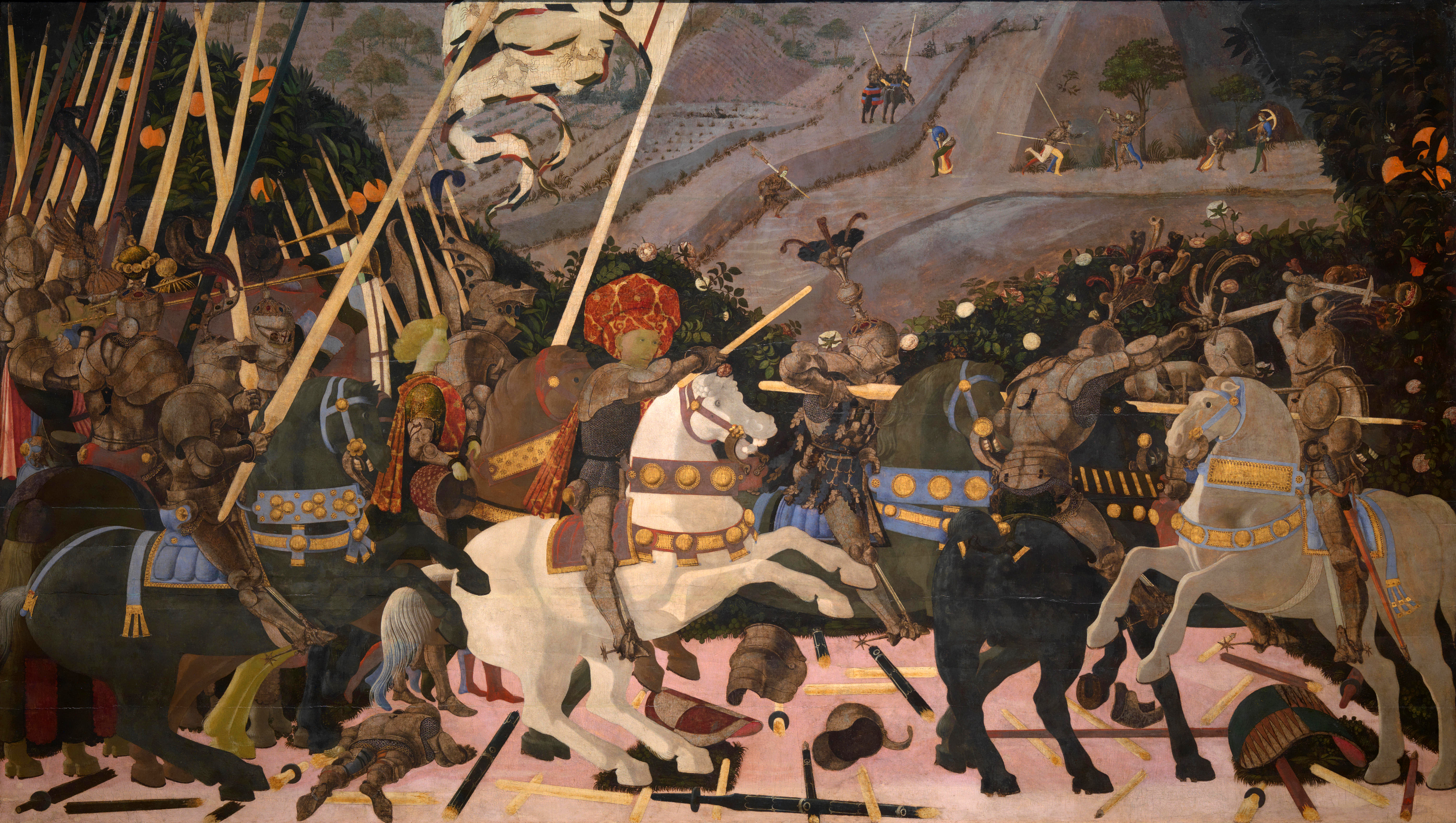
Paolo Uccello, La Batalla de San Romano

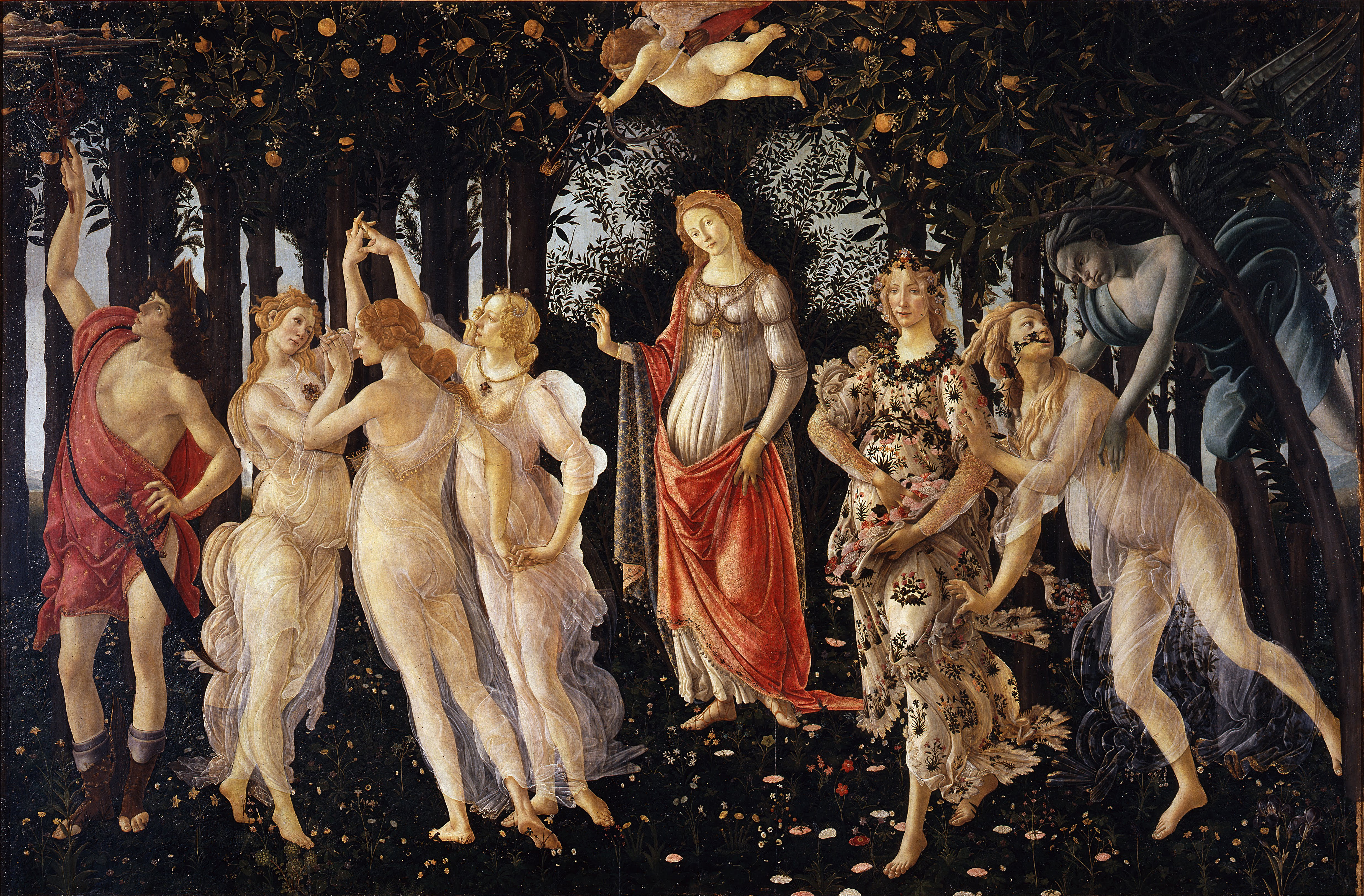
Sandro Botticelli, Primavera

Muchas de las pinturas del período del Renacimiento, fueron encargadas por o para la Iglesia católica. Estas obras solían ser de gran tamaño; normalmente  frescos que retratan la vida de Cristo, de la Virgen o  de un santo, comúnmente San Francisco de Asís. También hubo muchas pinturas alegóricas sobre el tema de la salvación y el papel que juega la iglesia para poder alcanzarla. Las iglesias también encargaban retablos, que se pintaban con témpera sobre madera y más tarde al óleo sobre lienzo. Además, se producían  en grandes cantidades pequeñas imágenes devocionales, tanto para iglesias como para particulares, siendo el tema más popular la Virgen con niño.
Durante este período también tuvieron su importancia los encargos por parte de las ciudades. Los edificios de gobierno se decoraron con frescos; hay obras laicas como Alegoría del Buen y el Mal Gobierno de Ambrogio Lorenzetti y religiosas como el fresco de Maestà, pintado por Simone Martini en el Palazzo Pubblico de Siena.
Los retratos eran poco comunes en el siglo XIV y a comienzos del siglo XV; mayormente se limitaban a imágenes conmemorativas como lo fueron los retratos ecuestres de Guidoriccio da Fogliano por Simone Martini en 1327 en Siena, de John Hawkwood por Uccello en la catedral de Florencia o de Niccolò da Tolentino por Andrea del Castagno.
Durante el siglo XV los retratos se hicieron más comunes. Al principio eran casi siempre perfiles formales, pero más tarde se popularizaron los bustos con imagen de tres cuartos. A quienes habían patrocinado retablos y frescos a menudo se los incluía en las escenas. Un ejemplo notable es la inclusión de las familias Sassetti y Medici en la obra de Domenico Ghirlandaio en la Cappella Sassetti. Los retratos llegaron a ser un tema principal en el Alto Renacimiento para pintores como Rafael o Tiziano, tendencia que se prolongó en el Manierismo con obras de artistas como Bronzino.
Con el avance del humanismo, los artistas volvieron a los temas clásicos, particularmente a la hora de decorar las casas de clientes ricos, siendo El nacimiento de Venus de Botticelli la obra más conocida, pintada para los Medici. Los temas clásicos también proporcionaban material alegórico para encargos civiles. El humanismo influyó, asimismo, en la manera en que se representaban los temas religiosos, siendo un ejemplo destacado el techo de la capilla Sixtina de Miguel Ángel.
Otros temas se tomaban de la vida contemporánea,  algunas veces con sentido alegórico y otras con fines meramente decorativos. A veces se registraban incidentes importantes para ciertas familias,  por ejemplo la Camera degli Sposi de Mantegna, pintado para la familia Gonzaga en Mantua. Cada vez se pintaban más naturalezas muertas y escenas decorativas de la vida como El Concierto de Lorenzo Costa en torno a 1490.
Con frecuencia, se conmemoraban sucesos importantes en pinturas como la Batalla de San Romano de Uccello, así como festividades religiosas locales. También se representaban personajes de la historia de tal manera que servían como reflexión sobre sucesos de la época o sobre la vida de la gente común.   Los textos de Dante, La leyenda dorada de Vorágine y el Decameron de Boccaccio fueron fuentes importantes de temas.
En todos estos temas, y en el trabajo de la mayoría de los pintores, se desarrollaron técnicas particulares: observación de la naturaleza, estudio de anatomía, la luz y la perspectiva.

## Pintura proto-renacentista

### Tradiciones pictóricas delsigloXIIIen la Toscana
El arte de la región de la Toscana a finales del siglo XIII está marcado principalmente por dos maestros del estilo italo-bizantino; Cimabue de Florencia y Duccio de Siena. Les encargaron principalmente pinturas religiosas, entre ellos grandes retablos mostrando a la Virgen y el Niño. Estos dos pintores, junto con sus contemporáneos Guido de Siena, Coppo di Marcovaldo y el misterioso pintor conocido como "el maestro de San Bernardino", en cuyo estilo es posible que se basará la escuela, trabajaron de una manera muy formalizada y atendiendo a  las antiguas tradiciones de la pintura de iconos. En estas pinturas al temple muchos de los detalles venían fijados  por el tema, por ejemplo la posición de las manos de la Virgen y el Niño, según el tipo de bendición que la pintura evoca en los observadores. Otras características como el ángel sobre la cabeza o los hombros de la Virgen o los pliegues en su velo, así como las líneas que definían sus rasgos se habían repetido en innumerables obras. Cimabue y Duccio tomaron una dirección hacia un mayor naturalismo, tal y como hizo Pietro Cavallini de Roma.

### Giotto

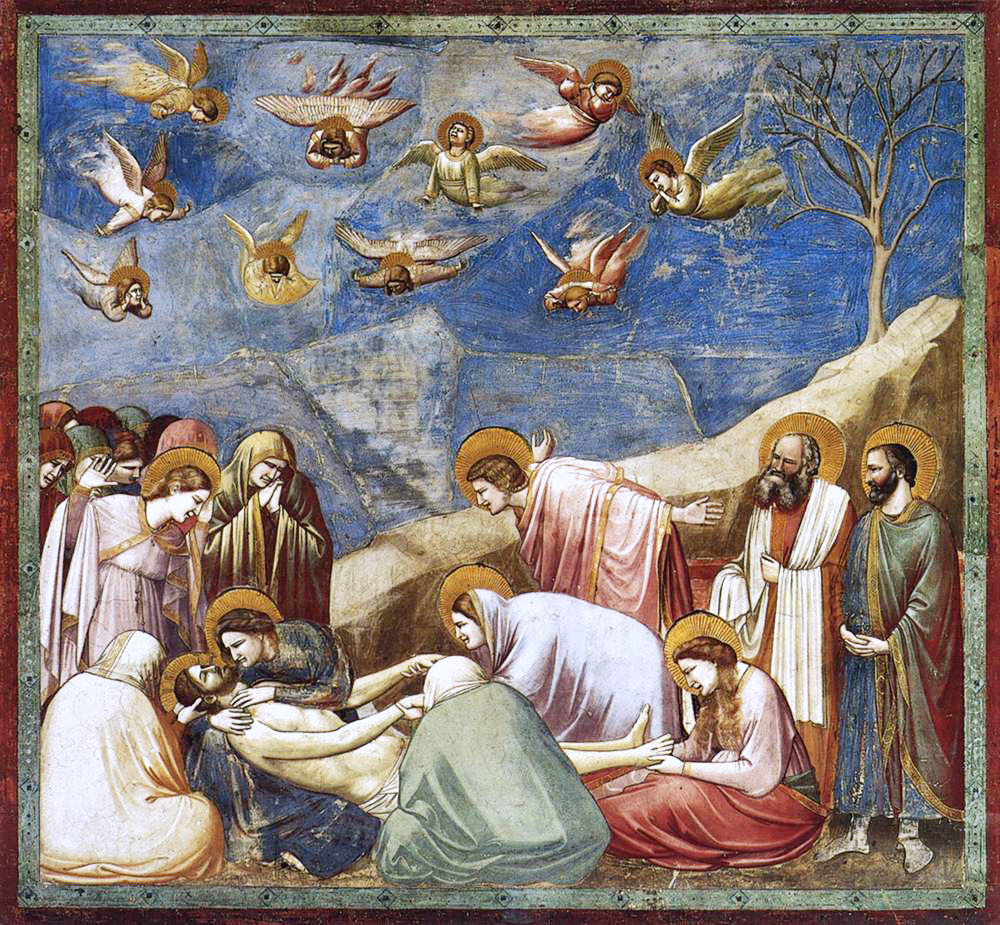
Giotto: Lamentación sobre Cristo muerto, c. 1305, Capilla Scrovegni

Giotto (1266-1337), un chico pastor de los montes al norte de Florencia,  fue aprendiz de Cimabue y llegó a ser el pintor más destacado de su época. Giotto, posiblemente influenciado por Pietro Cavilling y otros pintores romanos, no basó sus pinturas en ninguna tradición, sino que se guio por sus propias observaciones. A diferencia de sus contemporáneos bizantinos, las figuras de Giotto parecen tridimensionales. Están bien plantadas en el suelo, son anatómicamente correctas, las prendas que visten tienen una estructura y peso. Pero lo que más distingue a  sus figuras de las de sus contemporáneos son las emociones que reflejan. En los rostros que pinta  Giotto se aprecia alegría, ira, desesperación, vergüenza, despecho y amor. Los frescos La Vida de Cristo y La Vida de la Virgen que pintó en la capilla Scrovegni en Padua impusieron un nuevo estándar para las imágenes narrativas. Su Madonna Ognissanti se muestra en la Galería Uffizi en Florencia en el mismo cuarto que Santa Trinita Madonna de Cimabue y Ruccellai Madonna de Duccio, lo cual permite comparar los tres estilos. Una de las características que se aprecia en las obras de Giotto es su fidelidad a la perspectiva naturalista. Se le conoce como el heraldo del Renacimiento.

### Contemporáneos de Giotto

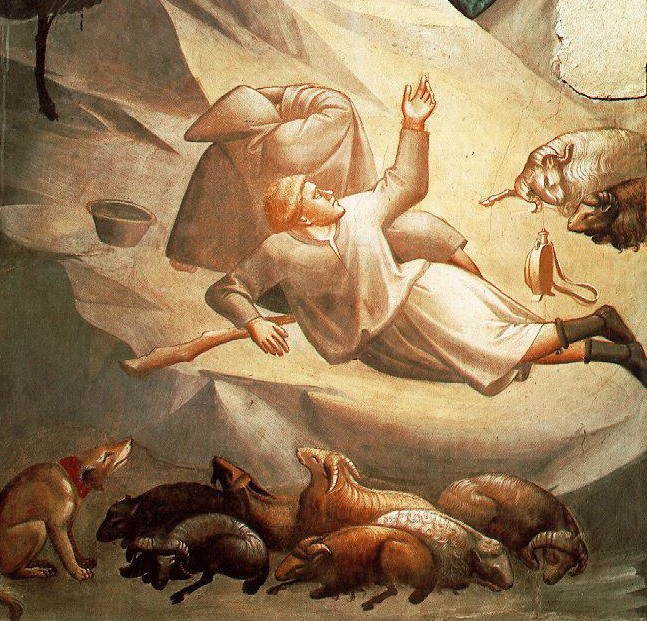
Taddeo Gaddi: Anunciación a los pastores

Varios pintores contemporáneos de Giotto se formaron con  él, o  estuvieron bajo su influencia; o bien su manera de observar la naturaleza los llevó por recorridos similares. A pesar de que varios de sus alumnos asimilaron el estilo de Giotto, ninguno tuvo tanto éxito. Taddeo Gaddi fue el primero que consiguió pintar una escena nocturna de gran tamaño en la  Anunciación a los pastores en la capilla Baroncelli de la Iglesia de Santa Croce, Florencia.
Las pinturas en la Iglesia Superior de la Basílica de San Francisco de Asís, son ejemplos de pintura naturalista de la época, atribuidas en ocasiones al mismo Giotto pero más probablemente obra de artistas trabajando con Pietro Cavallini. Una pintura de Cimabue en la Iglesia Inferior de la Basílica de San Francisco de Asís representando a la Virgen y a San Francisco muestra más naturalista que sus antiguos frescos en la Iglesia Superior.

### Moralidad y redención

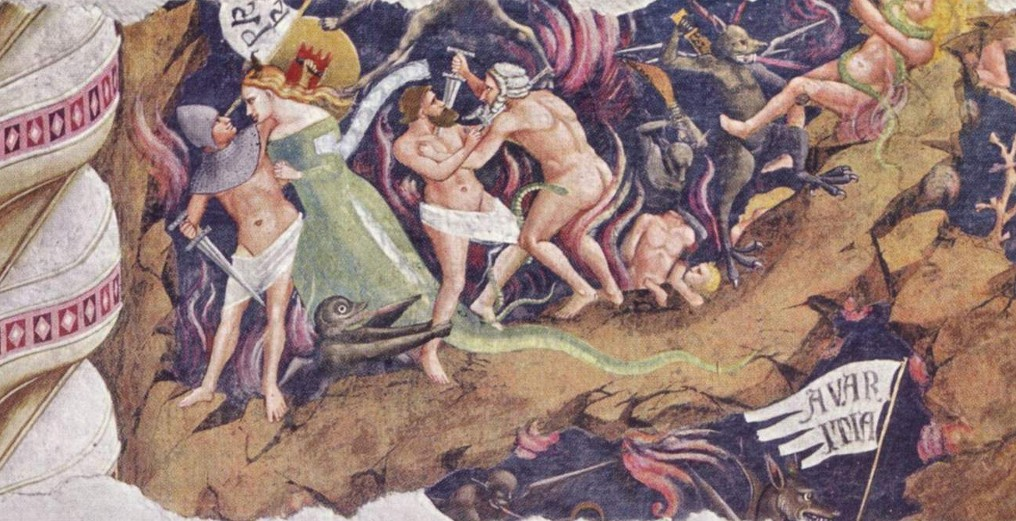
Orcagna: El triunfo de la Muerte

Un tema que se repite en la decoración de las iglesias medievales es el Juicio Final. En el norte de Europa suele haber un espacio con esculturas encima de la puerta que da al oeste; sin embargo, en las iglesias italianas, normalmente hay una pintura en el muro occidental interior, como ocurre en la Capilla Scrovegni de Giotto. La Peste Negra de 1348 hizo que los supervivientes tomaran más conciencia de la necesidad de afrontar la muerte en un estado de penitencia y absolución. La inevitabilidad de la muerte, las recompensas por penitencia y los castigos por los pecados son temas que destacan en numerosos frescos: quedan patentes los detalles del sufrimiento y representaciones surreales de los tormentos del infierno. Estos incluyen El Triunfo de la Muerte por el pupilo de Giotto, Orcagna. Francesco Traini y Buonamico Buffalmacco trabajaron en los otros 3 frescos con el tema de la salvación. Se desconoce exactamente cuando se comenzaron estos frescos pero se cree que fue después de 1348.
A finales del siglo XIV, Padua contaba con dos importantes pintores de frescos: Altichiero y Giusto de' Menabuoi. La obra maestra de Giusto, la decoración del Baptisterio adosado a la Catedral presenta el tema de la creación del hombre, su caída y salvación, e incorpora también una escena del Apocalipsis. El trabajo de Giusto es excepcional en lo que se refiere a su amplitud, calidad y estado intacto; por otra parte, el tratamiento que recibe la emoción humana es conservador en comparación con la Crucifixión de Altichiero en la Basílica de San Antonio, también en Padua.

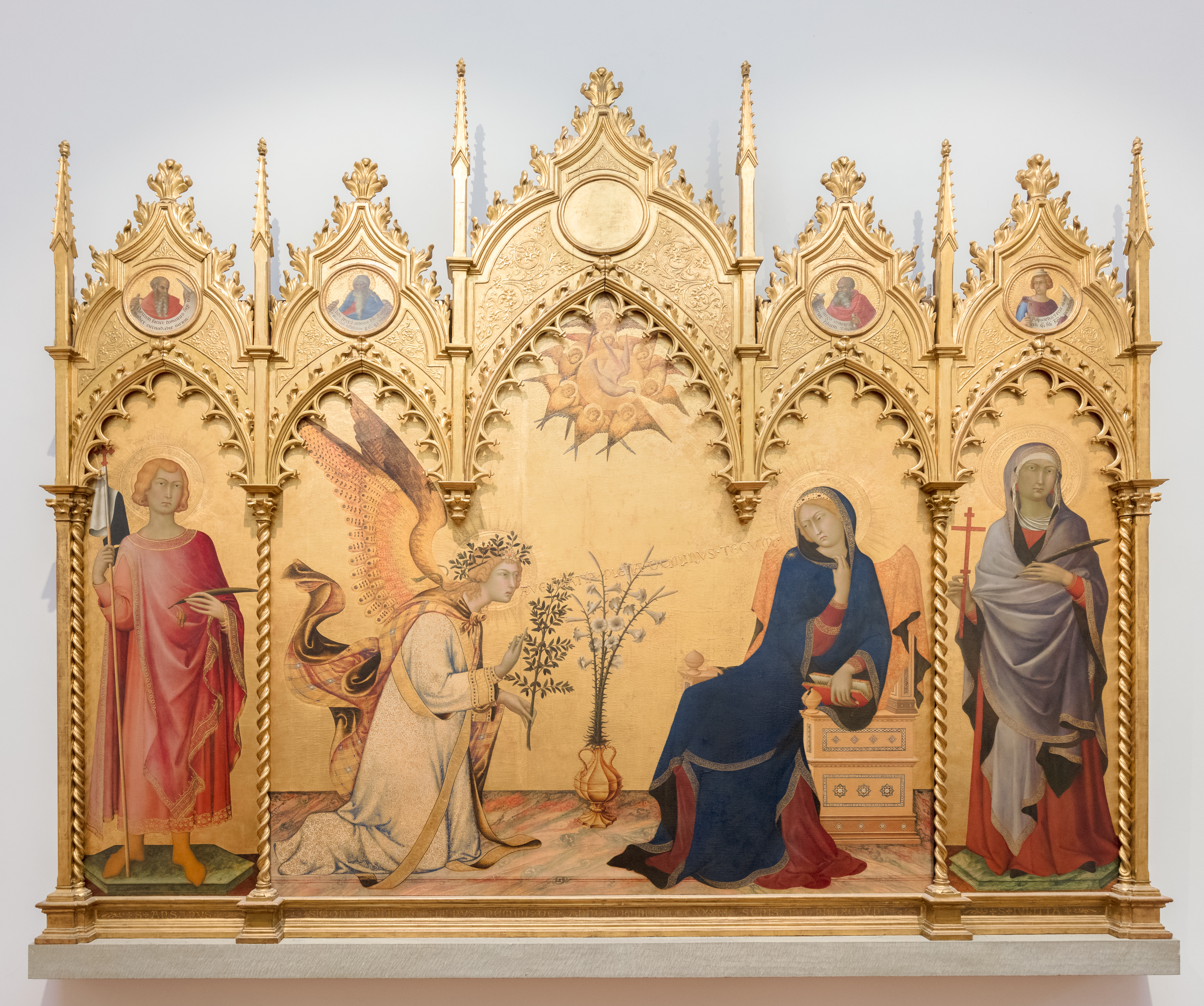
Simone Martini: Anunciación entre los santos Ansano y Margarita

En Florencia en la Capilla Española de Santa María Novella, se le encargó a Andrea di Bonaiuto que pusiera de manifiesto el papel de la Iglesia en el proceso de redención, en especial de la Orden dominicana. Su fresco Alegoría de la Iglesia activa y triunfal es notable por su representación de la catedral de Florencia, incluido el domo que no sería construido hasta pasado un siglo.

### El gótico internacional
Durante el siglo XIV, el Gótico Internacional fue el estilo predominante en la pintura Toscana. Se puede apreciar hasta cierto punto en la obra de Pietro  y Ambrogio Lorenzetti, caracterizada por una dulzura y gracia formal en las figuras, y un encanto propio del gótico tardío en los pliegues de las telas . El estilo está plenamente desarrollado en las obras de Simone Martini y Gentile da Fabriano, cuya elegancia y riqueza de detalles así como una representación idealizada contrasta con la cruda realidad que muestran las pinturas de Giotto.
A principios del siglo XV, la brecha entre el gótico internacional y el renacimiento la salvan las pinturas de Fra Angelico, muchas de las cuales son retablos en témpera que muestran la predilección del Gótico por lo elaborado, utilizando pan de oro y colores brillantes. En los frescos de su convento en San Marco se muestra como discípulo artístico de Giotto. Estas pinturas devocionales que adornan las celdas y pasillos habitados por los frailes representan episodios de la vida de Jesús, muchos de ellos escenas de la crucifixión. Son muy simples, en colores apagados, y transmiten una emoción intensa, pues  el propósito del artista era plasmar visualmente las revelaciones espirituales.

## Pintura renacentista temprana

### Florencia, 1401
Las primeras imágenes del Renacimiento en Florencia datan del primer año del siglo conocido en italiano como Quattrocento. En esa época se llevó a cabo un concurso para encontrar al artista que crearía un par de puertas de bronce para el baptisterio de San Juan, la iglesia más vieja en la ciudad. El baptisterio es un edificio grande con forma octogonal y estilo románico, cuyos orígenes se cree vienen de la época romana. El interior del domo está decorado con un enorme mosaico de Cristo que se cree fue diseñado por Coppo di Marcovaldo. Tiene tres grandes portales, el central estaba cubierto en esa época por un juego de puertas creado por Andrea Pisano ocho años antes.
Las puertas de Pisano estaban divididas en 28 compartimentos que contenían escenas narrativas de la vida de Juan Bautista. Los competidores, de los cuales siete eran jóvenes artistas, debían diseñar un panel de bronce de dimensiones similares, representando el Sacrificio de Isaac.
Dos de los paneles aún se conservan, uno creado por Lorenzo Ghiberti y otro por Brunelleschi. Cada panel muestra un fuerte estilo clasicista indicando la dirección en la cual se movía la filosofía y el arte en ese tiempo. Ghiberti utilizó la figura desnuda de Isaac para crear una pequeña escultura con estilo clásico. En el panel de Brunelleschi, una de las figuras incluidas en la escena hace recordar a una figura romana de bronce de un niño sacando una espina de su pie. La creación de Brunelleschi muestra menos elegancia que la de Ghiberti, aborda el tema del drama humano y la tragedia inminente.
Ghiberti ganó el concurso y le llevó 27 años completar su primer conjunto de puertas para el baptisterio, después del cual fue comisionado para hacer otro. En total Ghiberti trabajo 50 años en ellos, proporcionado un campo de adiestramiento para muchos de los artistas de Florencia. Las puertas tuvieron una enorme influencia en el desarrollo del arte visual florentino por su gran temática narrativa y su técnica de inclusión de la perspectiva lineal. Fueron un factor unificador, una fuente de orgullo para los artistas y la ciudad. Miguel Ángel las llegó a llamar puertas del Paraíso.

### Capilla Brancacci
En 1426 dos artistas comenzaron a pintar un fresco de La Vida de San Pedro en la capilla de la familia Brancacci, en la iglesia de Santa María del Carmine en Florencia. Ambos fueron conocidos por el nombre de Tommaso y apodados Masaccio y Masolino.
Más que ningún otro artista, Masaccio reconoció las implicaciones en las obras de Giotto. Continuó con la práctica de pintar de la naturaleza. Sus pinturas demuestran un entendimiento de anatomía, perspectiva lineal y estudio de la luz. Entre sus obras, las figuras de La expulsión de Adán y Eva del Paraíso terrenal, pintadas en el lateral del arco de la capilla, son reconocidas por su representación realista de la forma y emoción humana. Contrastan con las gentiles y agradables figuras pintadas por Masolino en Tentación de Adán. La pintura de la capilla quedó inconclusa cuando Masaccio murió a los 26. El trabajo fue retomado más tarde por Filippino Lippi. La obra de Masaccio se convirtió en una fuente de inspiración para futuros pintores, entre ellos Leonardo da Vinci y Miguel Ángel.

### Desarrollo de la perspectiva lineal

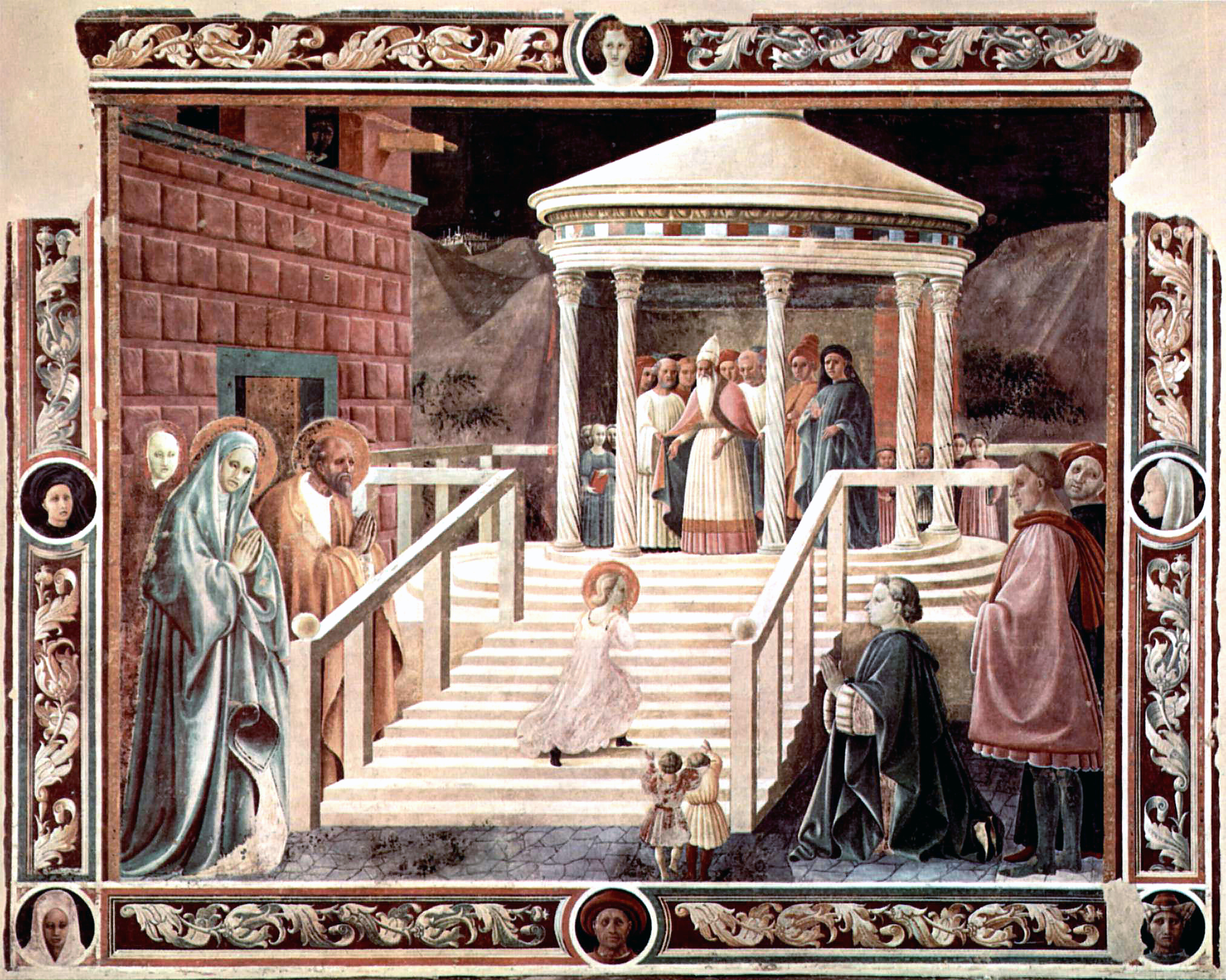
Paolo Uccello: Presentación de María

Durante la primera mitad del siglo XV, el lograr un efecto de espacio realista en la pintura empleando la perspectiva lineal era una de las principales preocupaciones de los pintores y los arquitectos Brunelleschi y Alberti, quienes teorizaron el tema. Brunelleschi es conocido por haber hecho numerosos estudios a detalle de la plaza y Baptisterio afuera de la catedral de Florencia y se cree que ayudó a Masaccio en la creación de su famosa trompe l'oil alrededor de la Divina Trinidad que pintó en Santa Maria Novella.
Según Vasari, Paolo Uccello estaba tan obsesionado con la perspectiva que solo pensaba en eso y experimentó con muchas pinturas, siendo la más conocida las 3 imágenes de Batalla de San Romano en las cuales utiliza las armas en el suelo, los campos y las montañas distantes para dar una impresión de perspectiva.
En la década de 1450 Piero della Francesca demostró en pinturas como La flagelación, su dominio de la técnica y de la ciencia de la luz. Existe otra pintura, una vista de la ciudad, probablemente pintada por Piero della Francesca, que demuestra el tipo de experimentos que Brunelleschi estuvo haciendo. Desde esta época la perspectiva lineal fue entendida y empleada regularmente, como lo hizo Perugino en su obra Entrega de las llaves a San Pedro en la Capilla Sixtina.

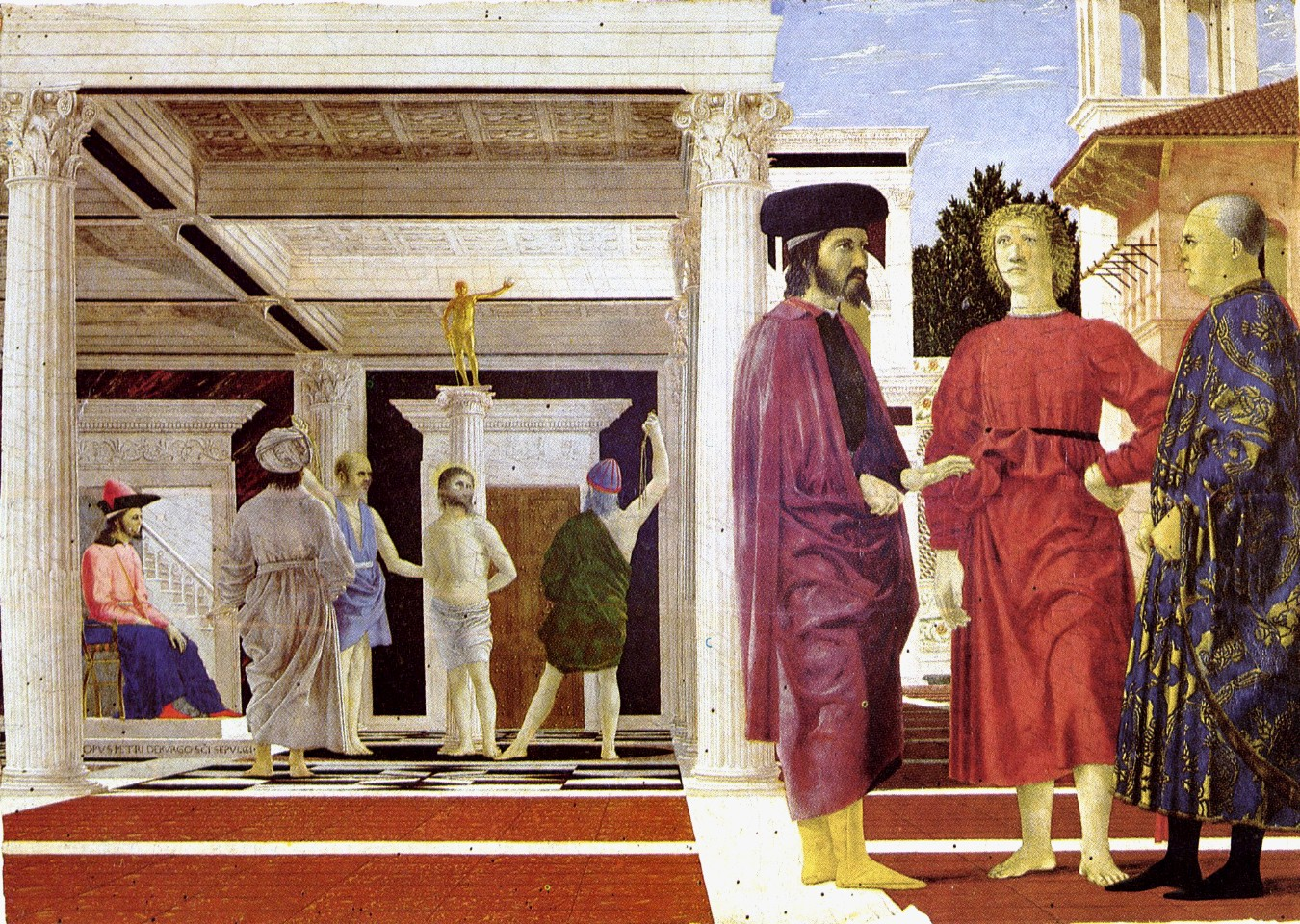
Piero della Francesca: La flagelación

### Entendiendo la luz
Giotto utilizaba tonalidades para crear forma. Taddeo Gaddi en su escena nocturna en la capilla Baroncelli demostró como se podía utilizar la luz para crear drama. Paolo Uccello, cien años después, experimentó con el efecto dramático de la luz en algunos de sus frescos. El más conocido es un retrato ecuestre de John Hawkweed en el muro de la catedral de Florencia. Tanto en esa pintura como en las cuatro cabezas de los profetas que pintó en la catedral, utilizó tonos altamente contrastantes, sugiriendo que cada figura estaba iluminada por una fuente natural de luz, como si la luz proviniera de una ventana real de la catedral.
Piero della Francesca llevó su estudio de la luz aún más lejos. En la Flagelación demuestra tener conocimiento de cómo la luz es diseminada proporcionalmente desde su punto de origen. Hay dos fuentes de luz en esta pintura, una interna y otra externa. A pesar de ser invisible, la posición de la fuente interna puede ser calculada con precisión matemática. Leonardo da Vinci continuó con el trabajo de Piero acerca de la luz.

### La Virgen
La Virgen María, reverenciada por la Iglesia católica en todo el mundo, fue particularmente adorada en Florencia. Había una imagen milagrosa de ella en una columna en el mercado de maíz, también la catedral de Santa María del Fiore y la iglesia de Santa María Novella fueron nombradas en su honor. La imagen milagrosa del mercado fue destruida por un incendio, pero fue reemplazada por una nueva en la década de 1330 por Bernardo Daddi.
Representaciones de La Virgen con Niño fueron un tipo de arte muy común en Florencia. Desde pequeñas placas de terracota producidas en masa, hasta magníficos retablos como los de Cimabue, Giotto y Masaccio.
En el siglo XV y primera mitad del XVI, un taller dominó la producción de Maddonas sobre los demás. El taller de la familia della Robbia quienes más que pintores eran escultores de arcilla. Luca della Robbia, famoso por su galería cantoria en la catedral, fue el primer escultor en utilizar terracota vidriada para esculturas grandes. Muchos de los trabajos de su familia aún se conservan. La principal cualidad de los della Robbias, particularmente Andrea della Robbia, era darle un gran naturalidad a los bebés modelados como Jesús y expresiones dulces a la Virgen. Impusieron un estándar que fue emulado por muchos otros artistas en Florencia.
Entre aquellos que pintaban a la Virgen devota durante el Renacimiento temprano fueron Fra Angelico, Fra Filippo Lippi, Verrocchio y Davide Ghirlandaio. La costumbre fue continuada por Botticelli quien produjo una serie de representaciones de la virgen durante veinte años para los Medici, Perugino, su Virgen María y santos fueron conocidas por sus expresiones de dulzura y Leonardo da Vinci. Incluso Migue Ángel quien era principalmente escultor, fue convencido para pintar Doni Tondo. Las representaciones de la virgen María están también entre las principales obras de Rafael.

## Renacimiento temprano y pintura en otras partes de Italia

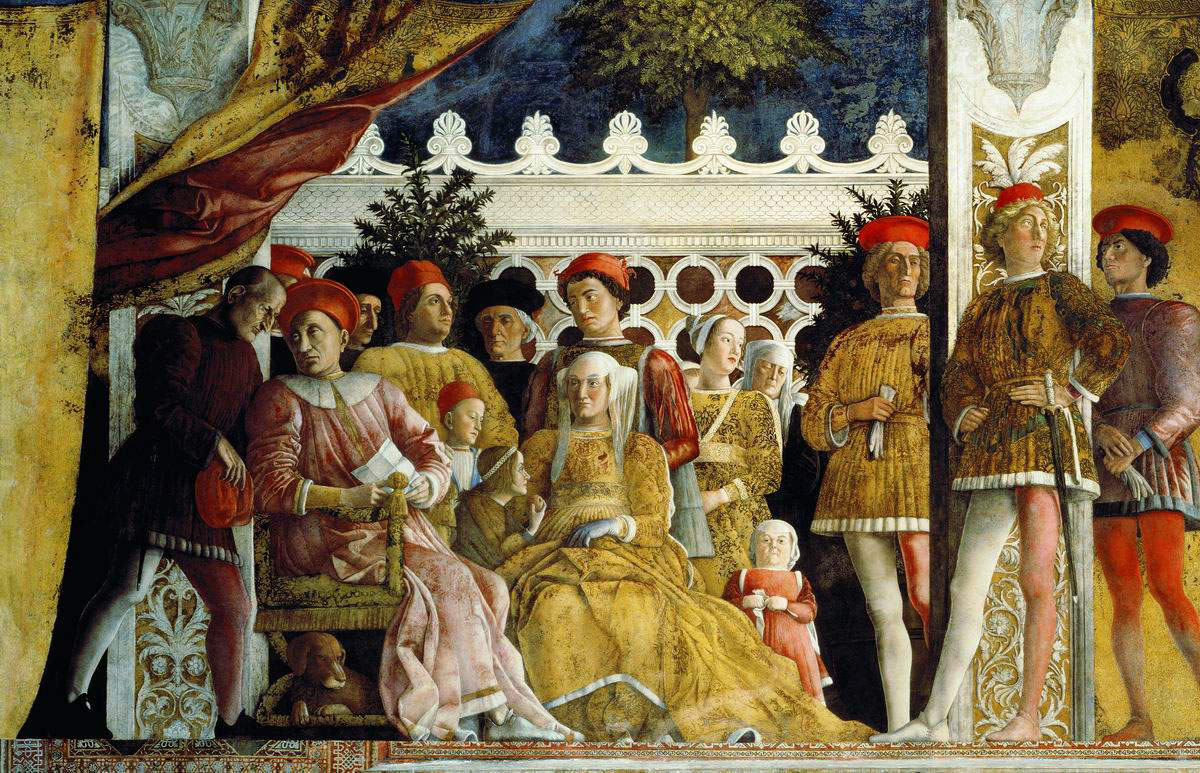
Mantegna: La familia Gonzaga

### Andrea Mantegna en Padua y Mantua
Uno de los pintores más influyentes del norte de Italia fue Andrea Mantegna de Padua, quien tuvo la buena fortuna de estar presente cuando Donatello trabajaba ahí. Donatello creó numerosas obras de bronce ecuestre, el primero desde el Imperio romano, aún está visible a las afueras de la Basílica de San Antonio. También trabajó en el altar superior y creó una serie de paneles de bronce en los cuales alcanzó una destacada ilusión de profundidad.
Con solo 17 años de edad, Mantegna aceptó su primer encargo, los frescos con escenas de las vidas de san Juan y san Cristóbal para la capilla de la Eremitas en Padua. Desafortunadamente, el edificio fue destruido casi por completo durante la Segunda Guerra Mundial, y solo son conocidos por fotografías, en las cuales se aprecia un gran sentido de perspectiva. La última obra de Mantegna en Padua fue un monumental retablo de San Zeno, creado para el abat de la basílica de San Zeno, Verona de 1457 a 1459. Este políptico influenció gran parte del desarrollo Renacentista en el norte de Italia. Incluyendo a artistas de la escuela de Verona como Francesco Morone, Liberale da Verona y Girolamo dai Libri.
La obra más famosa de Mantenga es la decoración interior de la Camera degli Sposi para la familia Gonzaga en Mantua, fechada cerca de 1470. Las paredes contienen frescos con escenas de la vida de la familia; platicando, saludando a un hijo menor y a su tutor tras su regreso de Roma, preparándose para la caza, entre muchas otras escenas que no hacen referencia directa a temas históricos, literarios o religiosos. Se destacan por ser simplemente acerca de la vida en familia.

### Cosmè Tura en Ferrara
Mientras Mantenga trabajaba para la familia Gonzaga en Mantua, un pintor muy diferente era empleado para trabajar en un proyecto más ambicioso para la familia Este de Ferrara. La pintura de Cosmè Tura es altamente distinguida por incorporar un estilo tanto Gótico como Clasicista al mismo tiempo. Tura colocaba a figuras Clásicas como si fuesen santos, rodeándolos de elementos luminosos, perfección surreal y vestimentas que parecieran estar fabricadas en cobre.

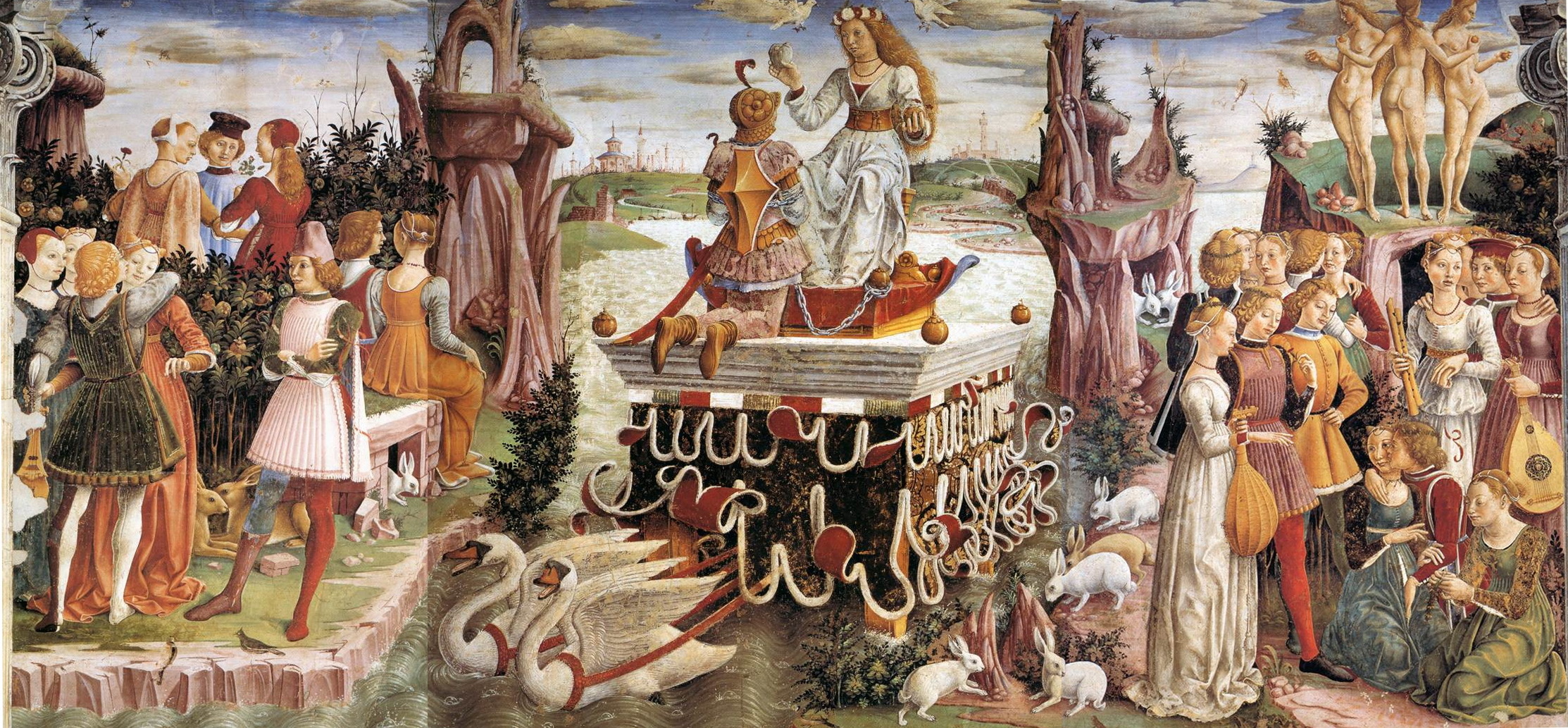
Francesco del Cossa: Triunfo de Venus

La familia de Borso d'Este había construido un gran corredor para banquetes conocido como el palazzo Schifanoia. Borso, según los registros personales de Tura, lo contrató en 1470 para diseñar la decoración para el corredor, que sería realizado por Francesco del Cossa y Ercole de' Roberti.
Este esquema era complicado simbólicamente y elaborado en ejecución. El tema recurrente es Ciclo del Año representado por los signos del Zodiaco. Sobre ellos se encuentran doce deidades romanas con sus distintos atributos. En la parte inferior se muestra la vida de la familia. Por ejemplo, para el mes de marzo se observa la figura de Minerva, diosa de la sabiduría. A pesar de que algunas partes de los frescos están gravemente dañadas, parece haber consistencia en el diseño de la escena, mostrando el estilo excéntrico de Cosmè Tura.

### Antonello da Messina
En 1442 Alfonso V de Aragón comenzó a gobernar Nápoles, llevando con él una colección de pinturas flamencas e instalando una academia Humanista. El pintor Antonello da Messina pareció haber tenido acceso a la colección del Rey, que pudo haber incluido obras Jan van Eyck.
Parece que estuvo expuesto a pinturas Flamencas antes que el resto de los florentinos. Llevó la técnica a Venecia con él, donde fue adoptada por Giovanni Bellini y se convirtió en la técnica de preferencia.
Antonello da Messina pintó principalmente pequeños y detallados retratos en colores brillantes. Pero fue una de sus más reconocidas obras en la que demostró su habilidad manejando perspectiva lineal y luz; San Jerónimo en su gabinete, enmarcada por un marco gótico, a través del cual se ve el interior doméstico y eclesiástico, en el centro se encuentra el santo sentado rodeado de sus posesiones. Se observa como la luz entra por cada puerta y ventana representando tanto luz directa como reflejos en la arquitectura. El trabajo de Antonello influenció tanto a Gentile Bellini, quien hizo la serie de pinturas Milagros de Venecia, como a su hermano Giovanni, uno de los más reconocidos pintores del alto Renacimiento en el norte de Italia.

## Alto Renacimiento

### Patrocinios y Humanismo

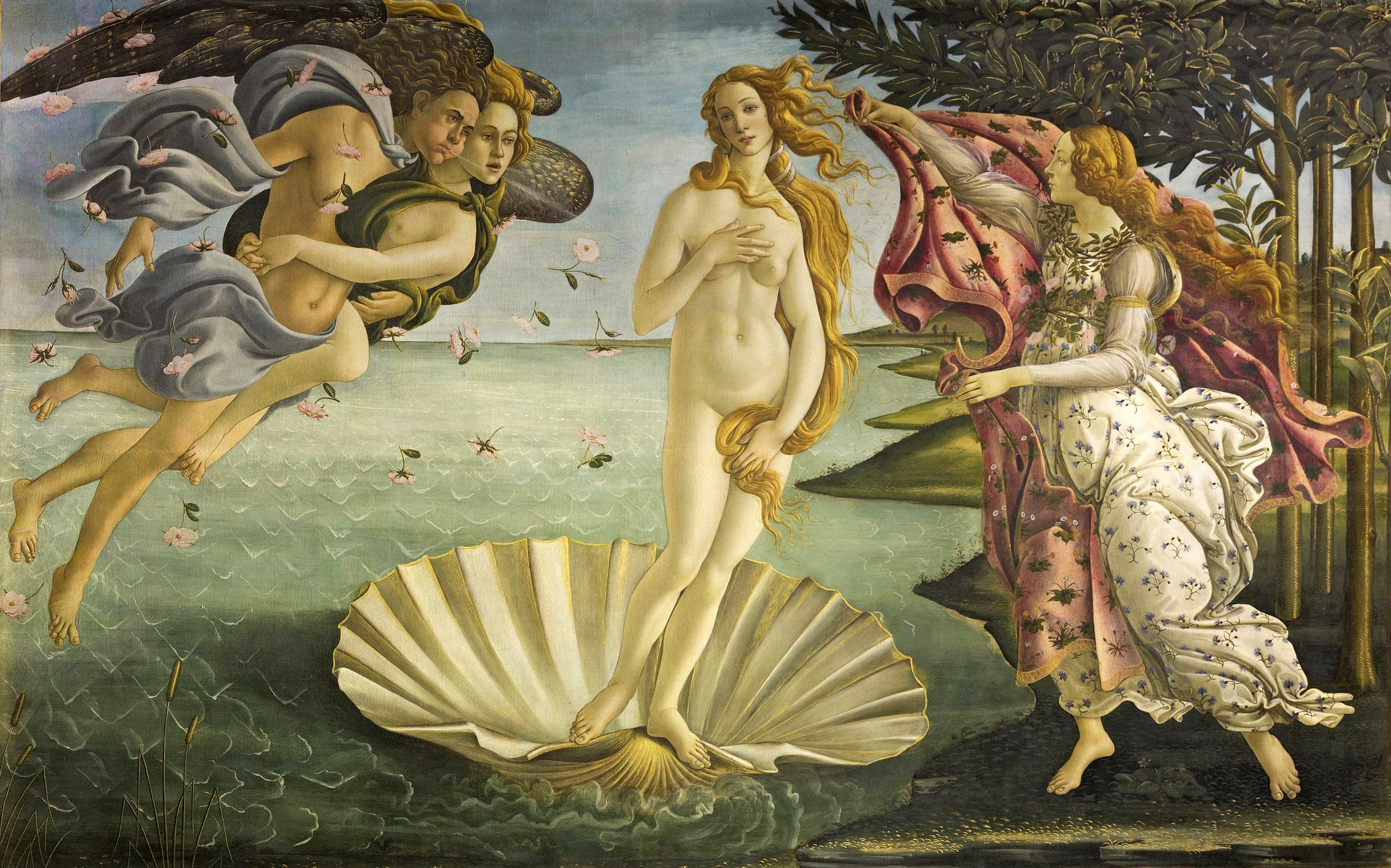
Botticelli: El nacimiento de Venus para los Medici

En Florencia, en el tardío siglo XV, la mayoría de las obras de arte, incluso las hechas como decoración para las iglesias, eran comisionadas por patrones privados. Gran parte del patrocinio venía de la familia Medici, o de aquellos relacionados con esta familia, como los Sassetti, los Ruccellai y los Tornabuoni.
En la década de 1460 Cosimo de' Medici había establecido a Marsilio Ficino como su filósofo humanista, y facilitó la traducción de Platón y sus enseñanzas de filosofía platónica, la cual se concentraba en la humanidad como el centro del universo natural, en la relación de las personal con Dios y en el amor fraternal.
En la época Medieval, todo aquello relacionado con el período Clásico era asociado con paganismo, en el Renacimiento era asociado con la iluminación. Las figuras de la mitología clásica tomaron un nuevo rol en el arte cristiano, en particular la diosa Venus. Se convirtió en la nueva Eva, representaba el amor inocente e incluso llegó a ser un símbolo de la virgen María. Vemos a Venus en estos roles en dos pinturas famosas de Botticelli, realizadas en la década de 1480s para Pierfrancesco Medici; La Primavera y El nacimiento de Venus.
Mientras tanto, Domenico Ghirlandaio, un meticulosos y preciso dibujante y uno de los mejores pintores de retratos de la época, realizó dos ciclos de frescos para asociados de los Medici en dos de las iglesias más grande de Florencia; La capilla Sassetti en Santa Trinita y la capilla Tornabuoni en Santa Maria Novella. En estos ciclos se narra La vida de San Francisco y La vida de la virgen María, y La vida de Juan el Bautista. También había espacio para retratos de los patrones. Gracias al patrocinio de Sassetti hay un retrato de él y su empleador, Lorenzo il Magnifico. En la capilla Tornabuoni hay otro retrato de Poliziano, acompañado de otros miembros influyentes de la Academia Platónica, incluyendo a Marsilio Ficino.

### Influencia flamenca
Desde cerca de 1450, con la llegada a Italia del pintor flamenco Rogier van der Weyden, los artistas conocieron el óleo como medio de pintura. La pintura al temple y los frescos no lograban representar texturas naturales de manera realista. La gran flexibilidad del óleo, que podía tomar una apariencia opaca o transparente y que permite realizar modificaciones días después, abrió un nuevo mundo de posibilidades a los artistas italianos.
En 1475 un gran retablo Adoración de los pastores llegó a Florencia. Fue pintado por Hugo van der Goes y comisionado por la familia Portinari. Fue sacado de Bruges e instalado en la capilla de Sant' Egidio en el hospital de Santa Maria Nuova. En el primer plano hay un bodegón de flores en contenedores contrastantes; uno de porcelana y otro de vidrio. El aspecto más influyente es la naturaleza de los tres pastores, con barba incipiente y expresiones de adoración, maravilla o incomprensión. Domenico Ghirlandaio pintó su propia versión, con una bella Madonna italiana y retratándose a sí mismo como uno de los pastores.

### Encargo papal
En 1477, el papa Sixto IV remplazó la antigua capilla del Vaticano, en la cual muchos servicios papales se llevaban a cabo. El interior de la nueva capilla, llamada la Capilla Sixtina, en su honor, parece haber sido planeada con 16 frescos y una serie de retratos de los papas pintados sobre ellos.

En 1480, a un grupo de artistas de Florencia se les encomendó el trabajo: Botticelli, Pietro Perugino, Domenico Ghirlandaio y Cosimo Rosselli. Este fresco narraría la vida de Moisés de un lado de la capilla y la vida de cristo del otro. Estas pinturas creadas por Perugino, fueron destruidas años después por la pintura de Miguel Ángel; El Juicio Final. 

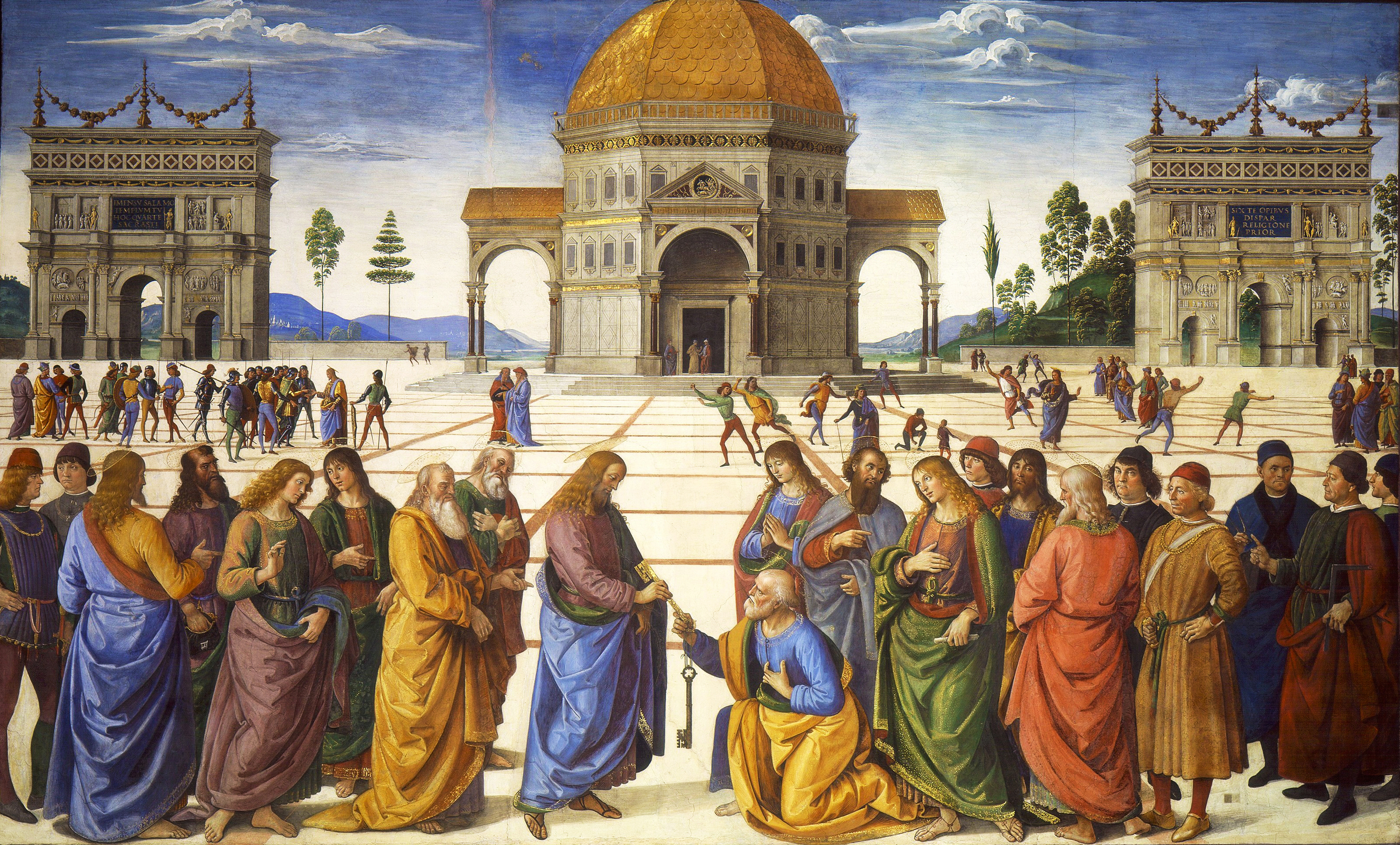
Perugino: Entrega de las llaves a San Pedro

Las otras 12 imágenes muestran el virtuosismo que aquellos artistas habían alcanzado, y la evidente cooperación entre individuos que generalmente emplean técnicas y estilos muy diferentes. Las pinturas requerían un gran rango de habilidades ya que incluían un gran número de figuras distintas; desde hombres, mujeres y niños hasta ángeles, Faraones o al mismo diablo. En muchas de las pinturas el paisaje ocupa la mitad superior de la escena. En algunas ocasiones, como La Purificación del Leproso de Botticelli hay narrativas adicionales en el paisaje.
La escena de Perugino, Entrega de las llaves a San Pedro, se destaca por su claridad y simplicidad de composición, la belleza de las figuras que incluye un retrato de sí mismo entre los espectadores, y especialmente por la perspectiva de la ciudad que incluye dos arcos triunfales y un edificio octogonal en el centro que podría ser un baptisterio cristiano o un mausoleo romano.

### Leonardo da Vinci

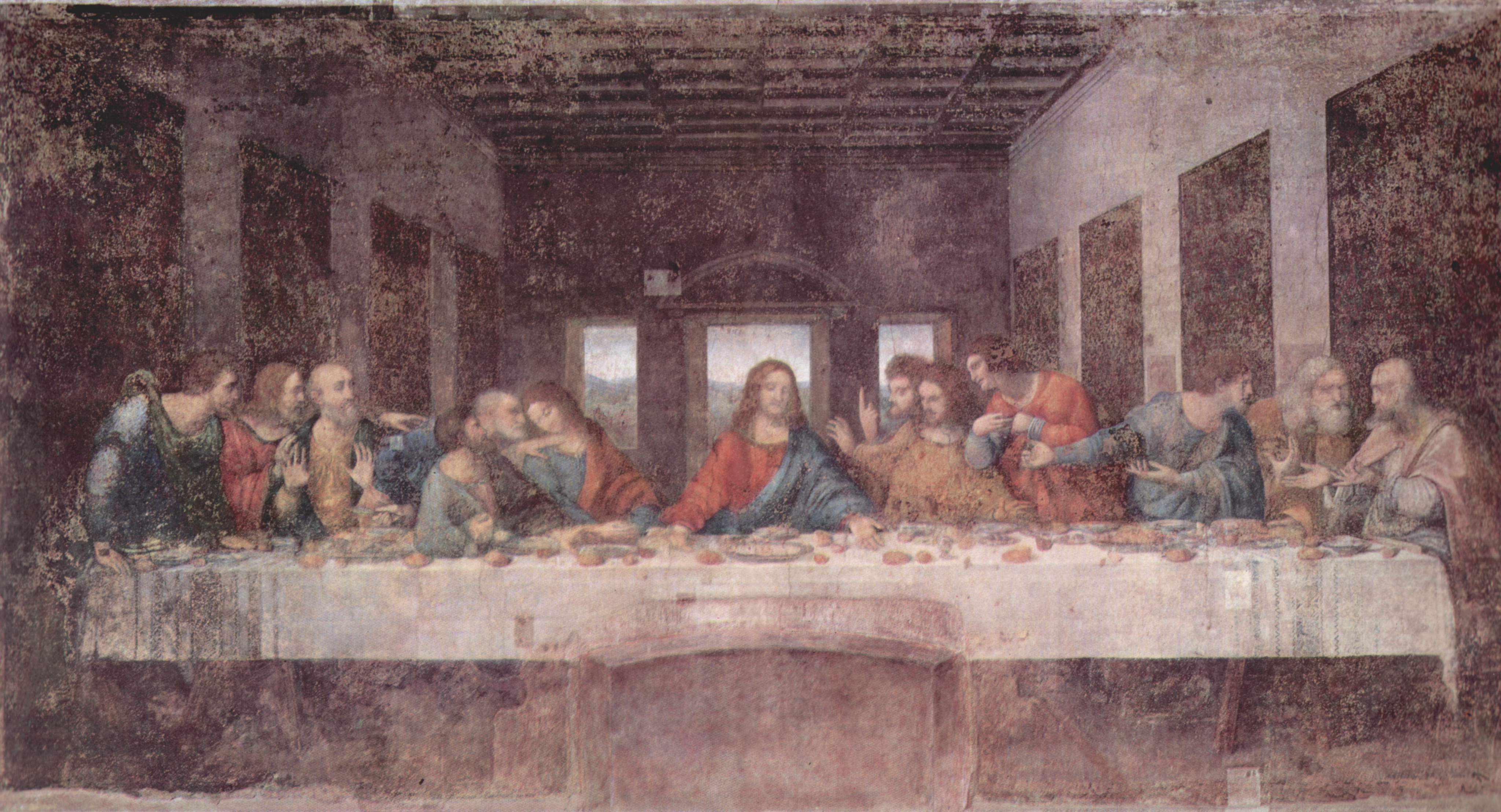
Leonardo da Vinci: La Última Cena

Leonardo, por el rango de sus intereses y el extraordinario nivel de talento que demostró en diversas áreas, es considerando como el arquetipo de "Hombre Renacentista". Pero fue en la pintura donde se le reconoció y admiró más en su propia época, él dibujaba a partir del conocimiento que adquiría en otras áreas.
Leonardo era un observador científico, aprendió de observar el entorno. Estudiaba y dibujaba las flores de los campos, los remolinos en los ríos, las formas de las rocas, las montañas, la forma en que la luz reflejaba en el follaje, etc. En especial, estudió la forma humana, disecando más de 30 cuerpos no reclamados de un hospital para entender los músculos y tendones.
Más que ningún otro artista, el avanzó en el estudio de la "atmósfera". En sus pinturas tal como Mona Lisa y La Virgen de las Rocas, el utilizó la luz y la sombra con tal sutileza que lo llegaron a conocer esta técnica como el esfumado o sfumato de Leonardo.
Al mismo tiempo que invitaba al observador a un misterioso mundo de sombras en movimiento y montañas caóticas, Leonardo alcanzó un nivel de realismo en la expresión de las emociones humanas, estilo prefigurado por Giotto pero desconocido desde la obra Adán y Eva de Masaccio. La Última Cena de Leonardo, pintada en el comedor de una fábrica en un monasterio en Milán, se convirtió en el punto de referencia de la pintura narrativa religiosa para la siguiente mitad del milenio. Muchos otros artistas del renacimiento pintaros sus versiones de La Última Cena pero solo la de Leonardo estuvo destinada a ser reproducida incontables veces en madera, alabastro, yeso, litografía, tapicería, entre otros.
Además del impacto directo por sus obras, los estudios de Leonardo sobre la luz, anatomía, paisajes, y expresión humana fueron diseminados a sus estudiantes.

### Miguel Ángel

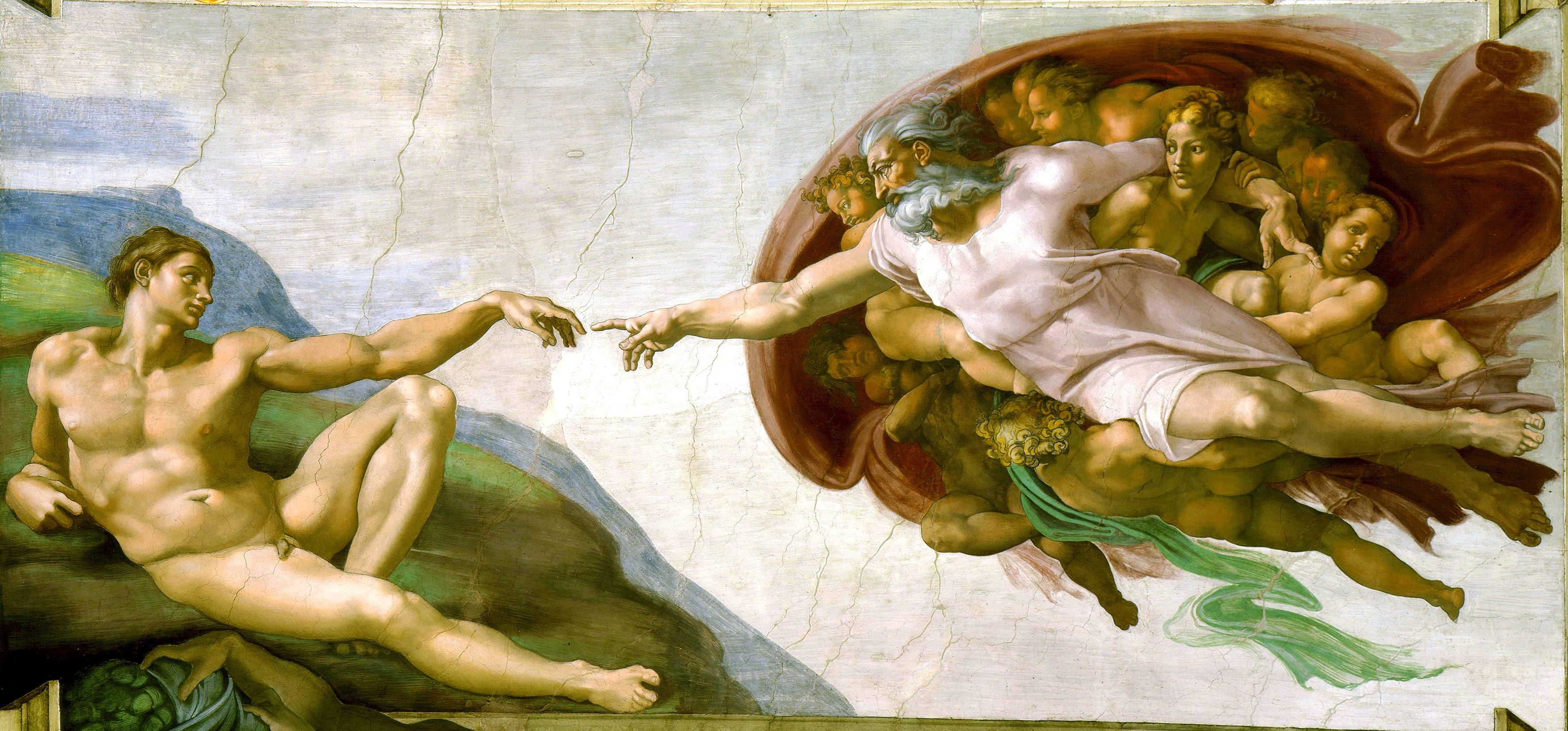
Miguel Ángel: La creación de Adán

En 1508, el papa Julio II logró convencer al escultor Miguel Ángel de continuar la decoración de la Capilla Sixtina. El techo de la capilla estaba construido de tal manera que había doce pechinas en las cuales se pintaría a los doce apóstoles. Sin embargo, Miguel Ángel tenía en mente otro esquema mucho más complejo tanto en diseño como en iconografía. La escala de trabajo que ejecutó fue tan grande y compleja que le tomo casi 5 años terminarla.
El plan del papa para los apóstoles hubiera formado una unión entre las narrativas del viejo y el nuevo testamento y los retratos de los papas. Sin embargo, el panorama que planteó Miguel Ángel fue en la dirección opuesta. El tema del techo de Miguel Ángel no es el plan de Dios para la salvación humana, al contrario, es acerca de la desgracia humana, del porque la humanidad necesita la fe en Jesús.
Superficialmente, el techo es una construcción humanista. Las figuras son de dimensiones sobrehumanas, en el caso de Adán, luce como si el mismo Dios hubiese diseñado la figura en vez de Miguel Ángel. Pero a pesar de la belleza de las figuras, Miguel Ángel no glorificó el estado humano ni presentó el ideal Humanista de amor platónico. De hecho, los antecesores de Cristo, pintados en la sección superior de la pared, demuestran las imperfecciones y disfuncionalidades de las relaciones familiares.
Vasari alabó la habilidad de Miguel Ángel para crear posturas para sus figuras. Rafael pintó por lo menos dos figuras imitando los profetas de Miguel Ángel, uno en la iglesia de Sant' Agostino y el otro en el Vaticano, un retrato del mismo Miguel Ángel en La escuela de Atenas.

### Rafael

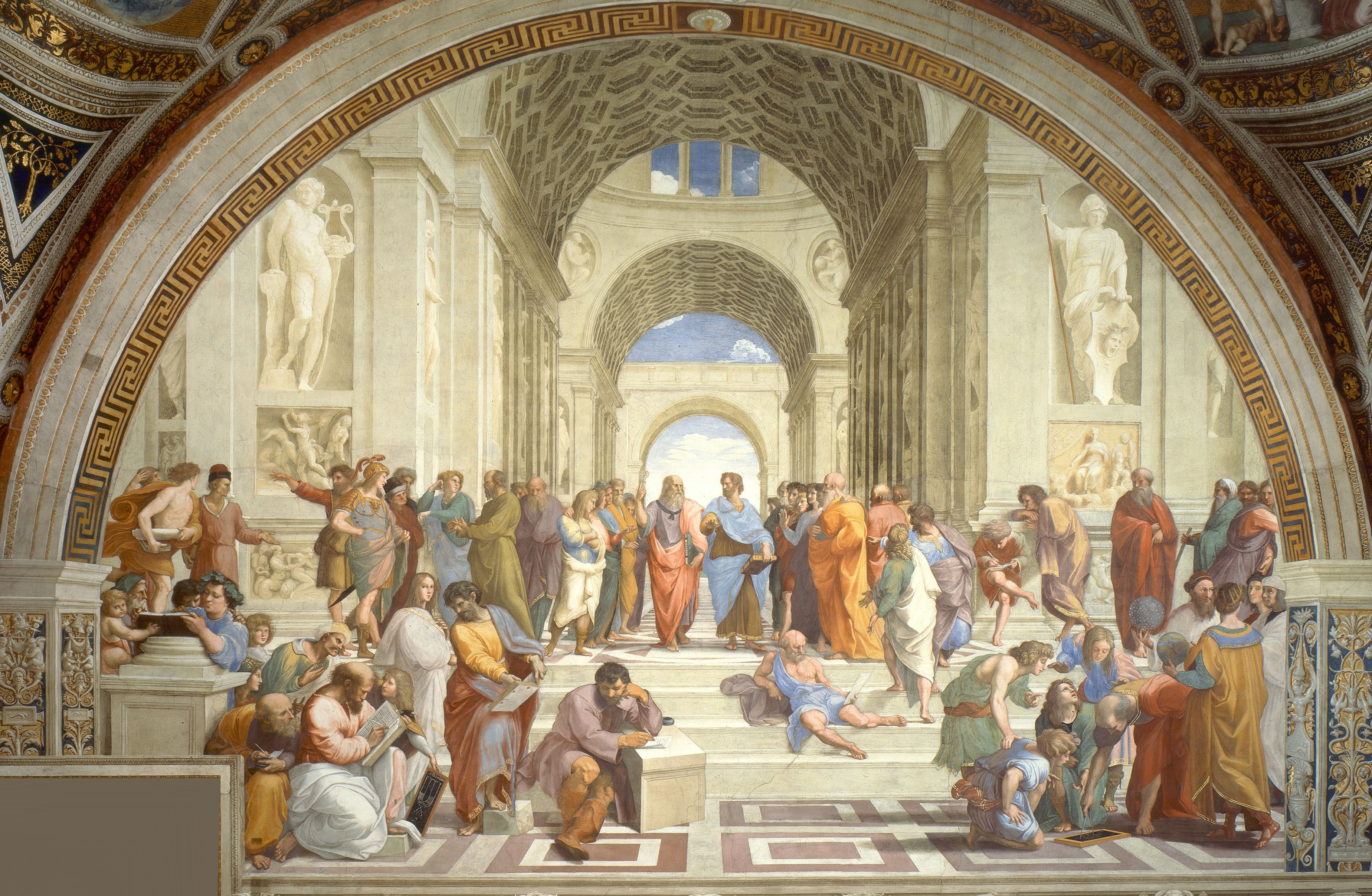
Rafael: La escuela de Atenas

Así como Leonardo da Vinci y Miguel Ángel, Rafael también es ícono del Alto Renacimiento (a pesar de ser 18 años menor que Miguel Ángel y casi 30 menor que Leonardo). No se puede decir que su trabajo desarrolló la pintura de la misma manera que lo hicieron sus dos contemporáneos, más bien su obra fue la culminación del desarrollo en el Alto Renacimiento.
Rafael tuvo la suerte de ser hijo de un pintor, por lo que su carrera fue decidida sin problema alguno. Algunos años después de la muerte de su padre, trabajó en un taller de Perugino en Umbría. Su primera obra firmada y registrada la realizó a los 21 años, Los desposorios de la Virgen, que demuestra un origen en la obra de Persigno Entrega de las llaves a San Pedro.
Rafael pintaba con las técnicas de pintores de renombre, en sus obras se observan las cualidades individuales de numerosos pintores. Las formas redondeadas y colores luminosos de Perugino, el realismo en los retratos de Ghirlandaio, la iluminación de Leonardo y los dibujos de Miguel Ángel se observaban unificados en las obras de Rafael. En su corta vida, realizó grandes retablos, un fresco de la ninfa del ocáno, Galatea, destacables retratos de dos papas y un escritor y una serie de frescos de pared en el Vaticano, de las cuales destaca La Escuela de Atenas.
Este fresco muestra una reunión de los más sabios atenienses, reunidos en un ambiente Clásico alrededor de la figura central Platón. La figura de Heráclito es en realidad un retrato de Miguel Ángel y es una referencia la pintura del profeta Jeremías en la capilla Sixtina. Su propio retrato está a la derecha, junto a su maestro Perugino.
Pero la mayor fuente de la popularidad de Rafael no estaba en sus grandes obras sino en las pequeñas imágenes Florentinas de la Virgen con Niño. Pintó en numerosas ocasiones la misma mujer de piel blanca y cara tranquila junto a un bebé, siendo la más famosa La Belle Jardinière o La Bella Jardinera, que se encuentra actualmente en el museo de Louvre. Su obra la Madonna Sixtina, se ha sido reproducida numerosas veces en el siglo XXI.

## Pintura del Alto Renacimiento en Venecia

### Giovanni Bellini

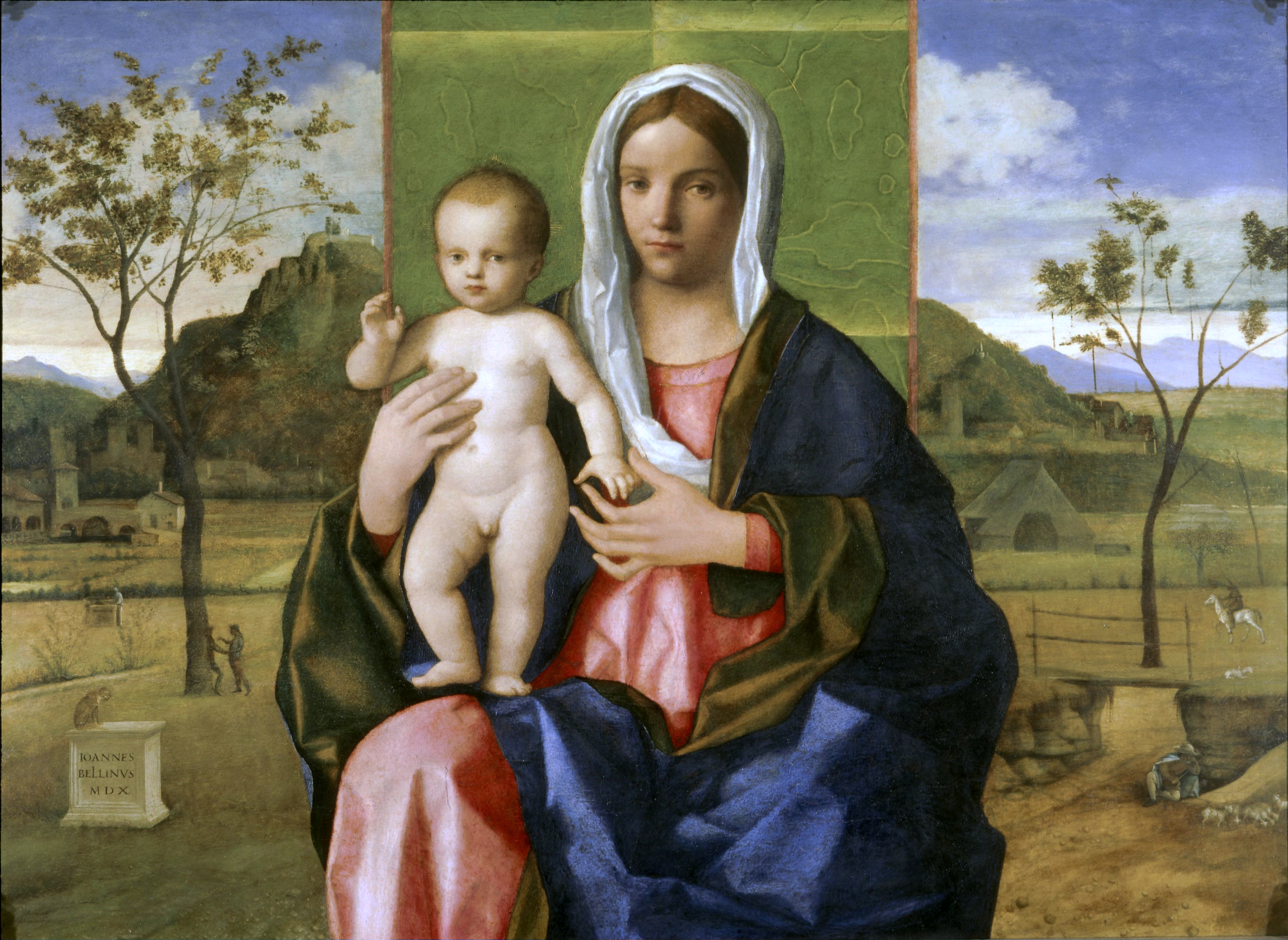
220pxGiovanni Bellini: Brera Madonna

Giovanni Bellini era contemporáneo de Gentile, Mantegna y Antonello da Messina. Trabajó la mayor parte de su vida en el estudio de su hermano y fue fuertemente influenciado por el estilo de Mantegna, no parece haber producido un estilo único hasta casi sus 60 años. Durante los últimos 30 años de su vida fue muy productivo e influyente, teniendo la guía de Giorgione y Tiziano. Bellini así como Rafael, produjo numerosas Madonnas pequeñas, con tonalidades más intensas que las de Rafael. Esas Madonnas fueron reproducidas por otros miembros del estudio Bellini, por ejemplo Circuncisión de Jesús existe en 4 o 5 versiones casi idénticas.
Tradicionalmente, en la pintura de retablos de la Virgen con Niño, la figura de la Virgen está acompañada de santos, que se posan en espacios definidos por límites arquitectónicos. Piero della Francesca utilizó el tema clásico como el ambiente de sus Maddonas, así como Masaccio lo utilizó como el ambiente para su Santísima Trinidad en Santa Maria Novella. Piero agrupó santos alrededor del trono en su propio espacio arquitectónico. Bellini utilizó esta misma forma conocida como sacra conversazione en muchos de sus retablos como el de la iglesia Veneciana de San Zacarías. Es una composición maestra que extiende la arquitectura real del edificio en arquitectura ilusionista de la pintura y le otorga a la figura de la Virgen y el niño un aspecto más brillante que el de los santos que se encuentran al fondo de la imagen.

### Giorgione y Tiziano
El estilo de Giorgione se relaciona con el de su maestro Giovanni Bellini, sin embargo, su temática hace de él uno de los artistas más originales y abstrusos del Renacimiento. Una de sus obras conocida como La Tempestad ilustra una mujer semidesnuda amamantando a un bebé, a un hombre vestido, algunas columnas clásicas y una luz brillante, lo que posiblemente representa a Adán y Eva en sus días posteriores al eden. Otra pintura que se le atribuye es Los tres filósofos, la cual puede que represente a un mago o sacerdote planeando su viaje en busca del Niño Jesús, pero no se sabe con certeza.
Se cree que Giorgione pintó la primera mujer desnuda que se convirtió en un tema para retratar y admirar por su belleza. Tiziano, Velázquez, Veronese, Rembrandt, Rubens e incluso Monet son los herederos artísticos de los desnudos de Giorgione.
Tras la muerte prematura de Giorgione, Tiziano se encargó de completar la pintura y prosiguió a ilustrar más grandiosas mujeres desnudas, disfrazándolas de diosas y rodeándolas con ramas selváticas y cielos estrellados. Estas pinturas eran la decoración perfecta para las paredes de clientes adinerados. Botticelli sobresalía en pinturas de retrato, su longevidad le permitió lograr mucho mayor avance en el modo de producción y en el desarrollo estilístico. Tiziano le proporcionó al mundo imágenes de Pietro Aretino, del papa Pablo III y otros personajes de la época, quizás su retrato más dominante es el del dux Andrea Gritt, gobernante de Venecia, quien ocupa un gran lugar dentro de la pintura, abrochando su túnica con un gesto expresionista. Tiziano también es reconocido por sus pinturas religiosas, su último trabajo fue un turbulento y abstracto Pietà.

## Influencia de la pintura italiana del Renacimiento
Las vidas de Miguel Ángel y Tiziano se extendieron en la segunda mitad del siglo XVI. Sus estilos y los de Leonardo, Mantegna, Giovanni Bellini, Antonello da Messina y Rafael fueron adaptados más tarde por otros pintores para formar un estilo conocido como Manierismo y posteriormente se movió hacia el virtuoso período Barroco. El artista que más extendió las tendencias de las pinturas figurativas de Tiziano es Tintoretto. Rembrandt conocía las obras de Tiziano y Rafael y lo demostraba en sus retratos. Las influencias directas de Leonardo y Rafael entre sus pupilos directos afectó generaciones de artistas incluyendo a Poussin y a escuelas de pintores Clásicos en el siglo XVIII Y XIX. El trabajo de Antonello da Messina influenció directamente a Albrecht Dürer y Martin Schongauer y más adelante a las escuelas alemanas, holandesas e inglesas de artistas de Vitrales que se extendieron hacia el siglo XX.
El techo de la Capilla Sixtina de Miguel Ángel, y más tarde el Juicio Final tuvieron una influencia directa en las composiciones figurativas de Rafael, sus pupilos y más tarde en casi todos los pintores del siglo XVI que buscaban una forma nueva e interesante de representar la figura humana. Es posible rastrear este estilo de composición figurativa en artistas como Andrea del Sarto, Pontormo, Bronzino, Parmigianino, Veronese, el Greco, Carracci, Caravaggio, Rubens, Poussin, Tiepolo así como en pintores clásicos y románticos del siglo XIX como Jacques-Louis David y Delacroix.
Bajo la influencia del Renacimiento italiano, muchas academias modernas de arte como la Real Academia fueron fundadas específicamente para juntar colecciones de arte Renacentista Italiano. Algunas de las mejores colecciones de arte surgieron, como por ejemplo la Galería Nacional en Londres.

La influencia del Renacimiento italiano
Tiziano: Retrato del dogo Andrea Gritti, siglo XVI
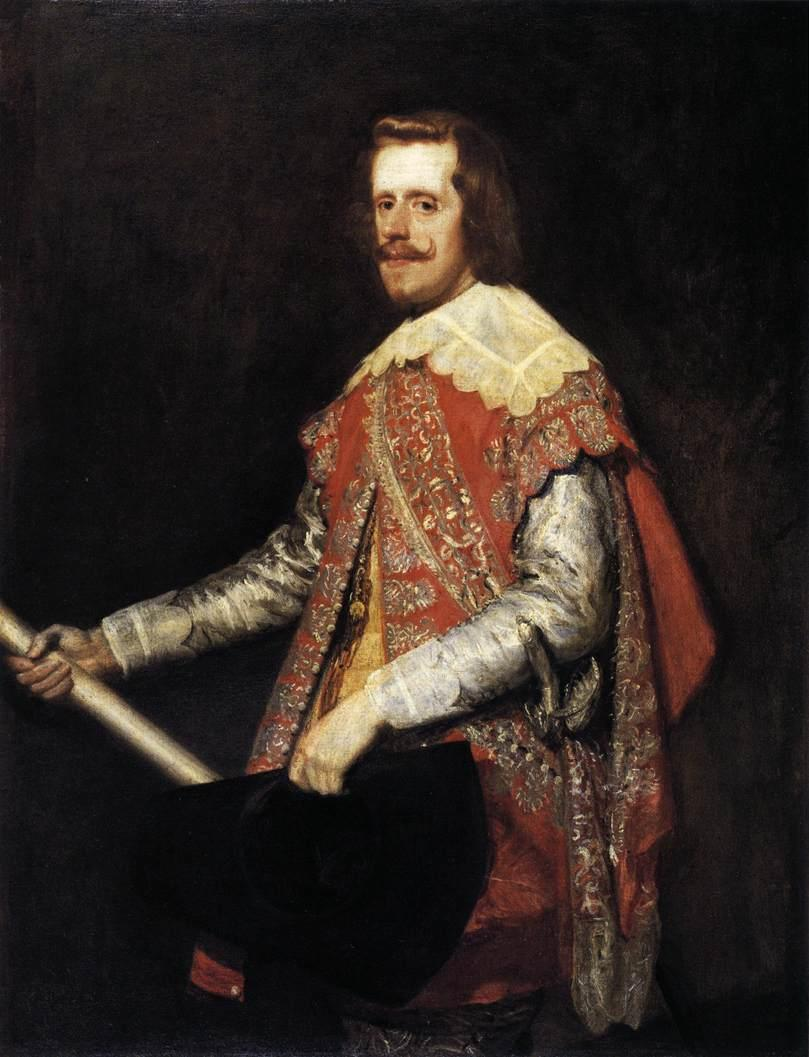
Diego Velázquez, Felipe IV de España, siglo XVII
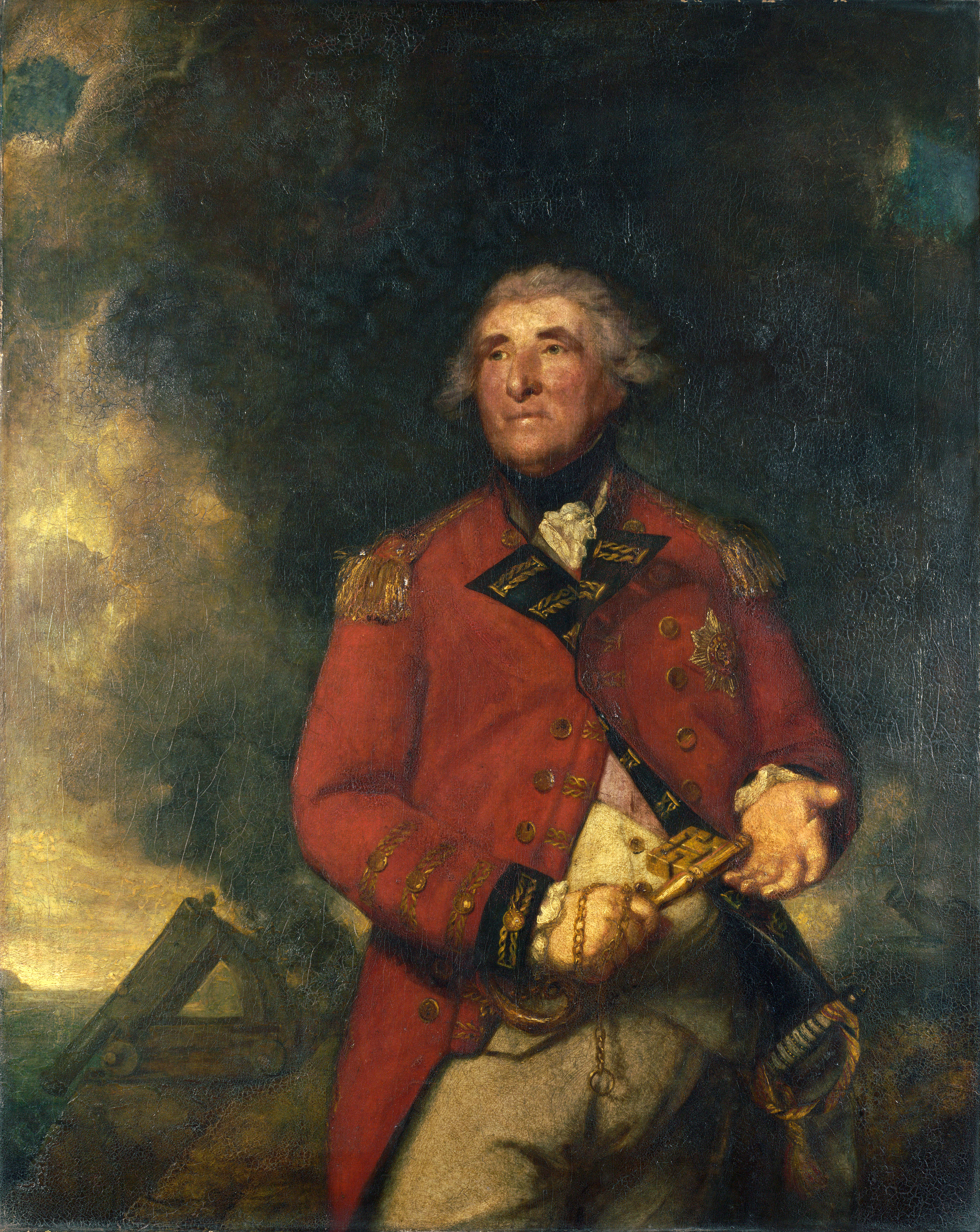
Joshua Reynolds, Barón Heathfield, Lord Warden de Gibraltar, siglo XVIII
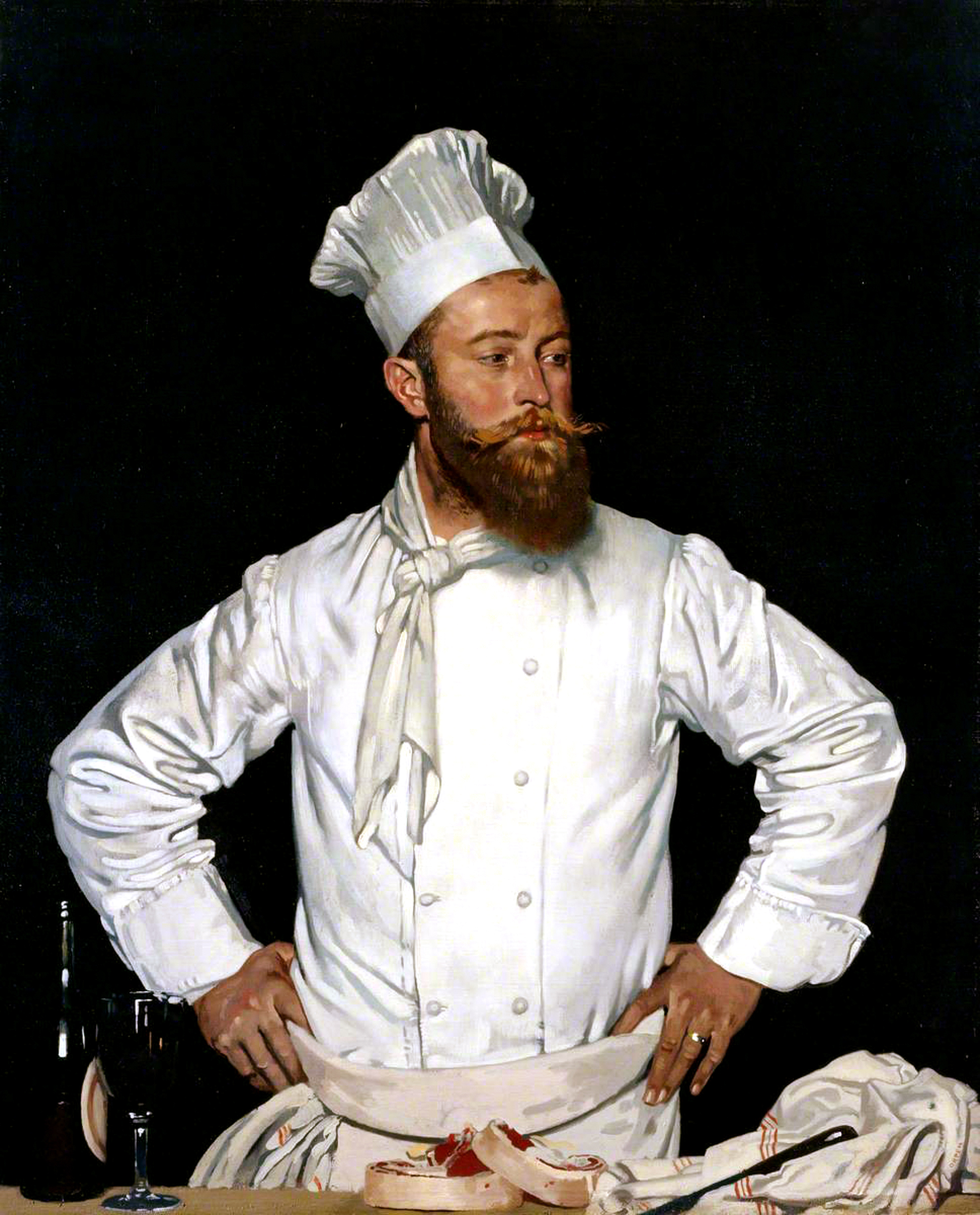
William Orpen, Chef del'Hôtel Chatham siglo XX

### General
- Giorgio Vasari, Lives of the Artists, (1568), 1965 edition, trans George Bull, Penguin, ISBN 0-14-044164-6
- Frederick Hartt, A History of Italian Renaissance Art, (1970) Thames and Hudson, ISBN 0-500-23136-2
- R.E. Wolf and R. Millen, Renaissance and Mannerist Art, (1968) Abrams
- Keith Christiansen, Italian Painting, (1992) Hugh Lauter Levin/Macmillan, ISBN 0883639718
- Helen Gardner, Art through the Ages, (1970) Harcourt, Brace and World, ISBN 0-15-503752-8
- Michael Baxandall, Painting and Experience in Fifteenth Century Italy, (1974) Oxford University Press, ISBN 0-19-881329-5
- Margaret Aston, The Fifteenth Century, the Prospect of Europe, (1979) Thames and Hudson, ISBN 0-500-33009-3
- Ilan Rachum, The Renaissance, an Illustrated Encyclopedia, (1979) Octopus, ISBN 0-7064-0857-8
- Diana Davies, Harrap's Illustrated Dictionary of Art and Artists, (1990) Harrap Books, ISBN 0-245-54692-8
- Luciano Berti, Florence: the city and its art, (1971) Scala, ISBN unknown
- Rona Goffen, Renaissance Rivals: Michelangelo, Leonardo, Raphael, Titian, (2004) Yale University Press, ISBN 0300105894
- Arnold Hauser, The Social History of Art, Vol. 2: Renaissance, Mannerism, Baroque, (1999) Routledge, ISBN 0415199468
- Luciano Berti, The Ufizzi, (1971) Scala, Florence. ISBN unknown
- Michael Wilson, The National Gallery, London, (1977) Scala, ISBN 0-85097-257-4
- Hugh Ross Williamson, Lorenzo the Magnificent, (1974) Michael Joseph, ISBN 0-7181-1204-0
- Sciacca, Christine (2012). Florence at the Dawn of the Renaissance: Painting and Illumination, 1300-1500. Getty Publications. ISBN 978-1-60606-126-8. Archivado desde el original el 20 de septiembre de 2012. Consultado el 12 de febrero de 2016.

### Pintores
- John White, Duccio, (1979) Thames and Hudson, ISBN 0-500-09135-8
- Cecilia Jannella, Duccio di Buoninsegna, (1991) Scala/Riverside, ISBN 1-878351-18-4
- Sarel Eimerl, The World of Giotto, (1967) Time/Life, ISBN 0-900658-15-0
- Mgr. Giovanni Foffani, Frescoes by Giusto de' Menabuoi, (1988) G. Deganello, ISBN unknown
- Ornella Casazza, Masaccio and the Brancacci Chapel, (1990) Scala/Riverside, ISBN 1-878351-11-7
- Annarita Paolieri, Paolo Uccello, Domenico Veneziano, Andrea del Castagno, (1991) Scala/Riverside, ISBN 1-878351-20-6
- Alessandro Angelini, Piero della Francesca, (1985) Scala/Riverside, ISBN 1-878351-04-4
- Peter Murray and Pier Luigi Vecchi, Piero della Francesca, (1967) Penguin, ISBN 0-14-008647-1
- Umberto Baldini, Primavera, (1984) Abrams, ISBN 0-8109-2314-9
- Ranieri Varese, Il Palazzo di Schifanoia, (1980) Specimen/Scala, ISBN unknown
- Angela Ottino della Chiesa, Leonardo da Vinci, (1967) Penguin, ISBN 0-14-008649-8
- Jack Wasserman, Leonardo da Vinci, (1975) Abrams, ISBN 0-8109-0262-1
- Massimo Giacometti, The Sistine Chapel, (1986) Harmony Books, ISBN 0-517-56274-X
- Ludwig Goldschieder, Michelangelo, (1962) Phaidon, ISBN unknown
- Gabriel Bartz and Eberhard König, Michelangelo, (1998) Könemann, ISBN 3-8290-0253-X
- David Thompson, Raphael, the Life and Legacy, (1983) BBC, ISBN 0-563-20149-5
- Jean-Pierre Cuzin, Raphael, his Life and Works, (1985) Chartwell, ISBN 0-89009-841-7
- Mariolina Olivari, Giovanni Bellini, (1990) Scala. ISBN unknown
- Cecil Gould, Titian, (1969) Hamlyn, ISBN unknown